# Liste der technischen Denkmale in Chemnitz
Die Liste der technischen Denkmale in Chemnitz enthält die Technischen Denkmale in Chemnitz.
Diese Liste ist eine Teilliste der Liste der Kulturdenkmale in Sachsen.

## Legende
- Bild: Bild des Kulturdenkmals, ggf. zusätzlich mit einem Link zu weiteren Fotos des Kulturdenkmals im Medienarchiv Wikimedia Commons. Wenn man auf das Kamerasymbol klickt, können Fotos zu Kulturdenkmalen aus dieser Liste hochgeladen werden:
- Bezeichnung: Denkmalgeschützte Objekte und ggf. Bauwerksname des Kulturdenkmals
- Lage: Straßenname und Hausnummer oder Flurstücknummer des Kulturdenkmals. Die Grundsortierung der Liste erfolgt nach dieser Adresse. Der Link (Karte) führt zu verschiedenen Kartendiensten mit der Position des Kulturdenkmals. Fehlt dieser Link, wurden die Koordinaten noch nicht eingetragen. Sind diese bekannt, können sie über ein Tool mit einer Kartenansicht einfach nachgetragen werden. In dieser Kartenansicht sind Kulturdenkmale ohne Koordinaten mit einem roten bzw. orangen Marker dargestellt und können durch Verschieben auf die richtige Position in der Karte mit Koordinaten versehen werden. Kulturdenkmale ohne Bild sind an einem blauen bzw. roten Marker erkennbar.
- Datierung: Baubeginn, Fertigstellung, Datum der Erstnennung oder grobe zeitliche Einordnung entsprechend des Eintrags in der sächsischen Denkmaldatenbank
- Beschreibung: Kurzcharakteristik des Kulturdenkmals entsprechend des Eintrags in der sächsischen Denkmaldatenbank, ggf. ergänzt durch die dort nur selten veröffentlichten Erfassungstexte oder zusätzliche Informationen
- ID: Vom Landesamt für Denkmalpflege Sachsen vergebene, das Kulturdenkmal eindeutig identifizierende Objekt-Nummer. Der Link führt zum PDF-Denkmaldokument des Landesamtes für Denkmalpflege Sachsen. Bei ehemaligen Kulturdenkmalen können die Objektnummern unbekannt sein und deshalb fehlen bzw. die Links von aus der Datenbank entfernten Objektnummern ins Leere führen. Ein ggf. vorhandenes Icon  führt zu den Angaben des Kulturdenkmals bei Wikidata.

## Chemnitz, Stadt
| Bild                                    | Bezeichnung | Lage                              | Datierung | Beschreibung | ID       |
| --------------------------------------- | --- | --------------------------------- | --- | --- | -------- |
|                                         | Strumpf-Fabrik Hugo Knoblauch & Co. (ehem.) | Altchemnitz (Karte)               | 1911 (Strumpffabrik) | Fabrik- und Verwaltungsgebäude in Ecklage; schlichter, monumentaler Produktionsbau in städtebaulich wichtiger Ecklage, von industrie- und stadtentwicklungsgeschichtlicher Bedeutung | 09202458 |
| Weitere Bilder                          | VEB Spinnereimaschinenbau; Sächsische Textilmaschinenfabrik, vorm. Richard Hartmann AG (ehem.) | Altchemnitz (Karte)               | 1920er Jahre (Altbau); 1956 (Erweiterung); 1959 (Wand- und Deckenbild) | Fabrikanlage (mehrere Gebäudeflügel) mit Vorgarten zur Straße sowie Wandgemälde von Will Schestak im Treppenaufgang einer Fabrikhalle; große, für die Chemnitzer Industriegeschichte bedeutsame Werksanlage, in zwei Phasen entstanden, herausragende architektonische Qualität, guter Erhaltungszustand, der Erweiterungsbau einer der bedeutendsten Industriebauten der DDR-Nachkriegsmoderne von überregionaler bauhistorischer Bedeutung | 09202226 |
| Weitere Bilder                          | Landesdirektion Sachsen; VEB Buchungsmaschinenwerk (ehem.); Astra-Werke (ehem.) | Altchemnitz (Karte)               | 1928–1929 (Fabrik) | Fabrik; architektonisch wertvoller Industriebau, sachliche Gestaltung, wenige expressionistische Formelemente, im Stil der Klassischen Moderne, Architekt: Willy Schönefeld, industriehistorisch, ortsgeschichtlich und baugeschichtlich von Bedeutung | 09202222 |
| Weitere Bilder                          | Umspannwerk Chemnitz-Süd | Altchemnitz (Karte)               | 1926 (Umspannwerk) | Umspannwerk (Nr. 2) mit Hauptgebäude (Schalthaus), Seitengebäude (Transformatorenhaus und Werkstatt), Nebengebäuden und Beamten-Wohnhaus (Nr. 4); als ältestes Umspannwerk in Chemnitz von herausragender technikgeschichtlicher Bedeutung, historische Technik in großen Teilen noch vorhanden, besonders bemerkenswert der Schaltraum sowie 110-kV- bzw. ehemalige 30-kV-Schaltanlage | 09202343 |
| Weitere Bilder                          | Ehem. Maschinenfabrik Schubert & Salzer (Sachgesamtheit); heute Gewerbepark Wirkbau | Altchemnitz (Karte)               | 1896 (Bau A); 1906 (Bau C); 1911–1912 (Bau D, Lothringer Straße 11); 1917 (Bau E, Annaberger Straße 73); 1927 (Bau F, mit Turm) | Sachgesamtheit Maschinenfabrik Schubert und Salzer, Industrieanlage mit folgenden Einzeldenkmalen: mit westlichem Verwaltungsgebäude (Bau E) an der Annaberger Straße, südlichem Werksgebäude (Bau D) an der Lothringer Straße 11, dahinterliegender Halle (Bau G) mit vier Brücken, nördlichem Werksgebäude (Bau C), Schmiede (Kesselund Maschinenhaus) und Uhrturm (Bau F), östlichem Werksgebäude (Bau A), weiterem Werksgebäude (in Fließbeton-Verfahren) an der Elsasser Straße (siehe auch Einzeldenkmalliste -Obj. 09202239) sowie Einfriedung (Sachgesamtheitsteil); Fabrikanlage der Maschinenfabrik Schubert und Salzer, von herausragender Bedeutung für die Chemnitzer Industriegeschichte, die Anlage umfasst Einzelgebäude von bemerkenswerter architektonischer Qualität, darunter das repräsentative Verwaltungsgebäude an der Annaberger Straße im Stil der Reformarchitektur um 1910, das imposante, langgestreckte Werksgebäude an der Lothringer Straße (Architekten: Zapp & Basarke), eine eingeschossige Halle im Zentrum des Komplexes, die über vier Brücken mit den übrigen Gebäuden verbunden ist, die von Erich Basarke entworfene Schmiede mit dem das Werk überragenden, wahrzeichenhaften Fahrstuhl- und Uhrturm sowie ein imposantes in Fließbeton konstruiertes Gebäude an der Elsasser Straße, seltener Fall einer in ihrer ursprünglichen Kompaktheit erhaltenen Werksbebauung, gesamte Anlage ist Sachgesamtheit, ortshistorisch, technikgeschichtlich und baugeschichtlich von Bedeutung | 09302519 |
| Weitere Bilder                          | Gießerei Carl August Richter (ehem.) | Altchemnitz (Karte)               | 1875 (Gießerei) | Fabrikanlage mit mehreren Fertigungsgebäuden, quadratischem Schornstein und Direktorenwohnung sowie Einfriedungsmauer; architekturgeschichtlich bemerkenswerte, im Verlauf von zwei Jahrzehnten entstandene Anlage mit städtebaulich wirksamer Akzentuierung an einer Straßenecke, auch ortsgeschichtlich und technikhistorisch von Bedeutung | 09202288 |
|                                         | Mietshaus in offener Bebauung, mit rückwärtiger Seifensiederei | Altchemnitz (Karte)               | Ende 19. Jahrhundert (Mietshaus); Ende 19. Jahrhundert (Gewerbegebäude) | einfaches, qualitätvoll gestaltetes Wohngebäude, baugeschichtlich von Bedeutung, Rückgebäude industriegeschichtlich bedeutsam als letzte in Chemnitz erhaltene Seifensiederei | 09202289 |
|                                         | Federfabrik Alfred Weigel KG | Altchemnitz (Karte)               | Anfang 20. Jahrhundert, Anbau 1935 (Fabrikgebäude) | Triebfedern-Fabrik mit Nebengebäude; kleine Fabrikanlage, sich zusammensetzend aus einem älteren Bauteil vom Anfang des 20. Jahrhunderts in relativ schlichter Formensprache und einem langgestreckten Fabrikbau, bestehend aus stereometrischen Baukörpern, mit Fensterbändern, im Stil einer gemäßigten Moderne, technikhistorisch, ortsgeschichtlich und baugeschichtlich von Bedeutung | 09202287 |
| Weitere Bilder                          | Metallwarenfabrik Rowac (Firma Robert Wagner, Chemnitz, ehem.); heute BEMEFA Metallmöbel | Altchemnitz (Karte)               | 1900–1915 (Fabrikgebäude) | Fabrikhalle; eingeschossige Fabrikationshalle mit qualitätvoller gründerzeitlicher Klinkerfassade und original erhaltenen Sheddächern, technikgeschichtlich und baugeschichtlich von Bedeutung. Die Fabrikhalle wurde in drei Phasen gebaut: 1. Teil 1900 von Architekt Wenzel Bürger, 2. Teil 1905 von Baugewerksmeister Richard Wenzel und der 3. Teil 1915 von Rümmler & Mehnert Architekten und Baumeister (Nachfolger von Hugo Duderstaedt). | 09202349 |
| Weitere Bilder                          | Fabrikgebäude | Altchemnitz (Karte)               | um 1905 (Fabrikgebäude) | besonders qualitätvoller mächtiger Ziegelbau mit dreiseitiger, differenzierter Fassadengestaltung, interessante Treppenhausgestaltung an der Hoffassade, weitestgehend original, technikgeschichtlich und baugeschichtlich von Bedeutung | 09202241 |
|                                         | Fabrikgebäude | Altchemnitz (Karte)               | um 1900 (Fabrikgebäude) | qualitätvoller Vertreter der Industriearchitektur um 1900, straffe Fassadengliederung durch mehrfarbige Ziegelverblender, ortsgeschichtlich von Bedeutung | 09202454 |
| Weitere Bilder                          | Handschuhfabrik Gebr. Becker (ehem.) | Altchemnitz (Karte)               | Ende 19. Jahrhundert, Umbau 1930 (Fabrikgebäude) | Fabrikgebäude mit Pförtnerhaus und Einfriedung, im Hof ein Heizhaus mit Schornstein; original erhaltenes Fabrikgebäude vom Ende des letzten Jahrhunderts, ein gut erhaltener viereckiger Schornstein, auf quadratischem Sockel, technikgeschichtlich und ortsgeschichtlich von Bedeutung | 09202274 |
|                                         | Fabrikbau (mit Verwaltungs und Fertigungsräumen) | Altchemnitz (Karte)               | 3. Drittel 19. Jahrhundert (Fabrikgebäude) | einfacher gründerzeitlicher Industriebau mit bemerkenswerter Überformung im Stil der Neuen Sachlichkeit, ortsentwicklungsgeschichtlich von Bedeutung | 09202273 |
| Weitere Bilder                          | Werkzeugmaschinenfabrik Hermann Pfauter (ehem.); später VEB Zahnschneidemaschinenfabrik Modul | Altchemnitz (Karte)               | 1906 (Fabrikhalle A); 1919–1920 (Fabrikhalle C hinterer Teil); 1928–1929 (Fabrikhalle -Kranhalle C vorderer Teil; 1906 (Altbau mit Fabrikhalle A); 1928–1929 (neues Verwaltungsgebäude)                                                                                          | Fabrikgebäude (Altbau von 1906), Verwaltungsgebäude (Neubau von 1928/29) sowie anschließende Werkhalle (ehem. Halle A und C) mit zwei Kranbahnen; baugeschichtlich bedeutsame Fabrikanlage mit markantem Verwaltungsgebäude und außergewöhnlicher, vierschiffiger Hallenkonstruktion mit zwei inneren Kranbahnen, besonders im Eingangsbereich bemerkenswerte Fassadengestaltung, original erhaltenes Vestibül, technikhistorisch, ortsgeschichtlich und baugeschichtlich von Bedeutung | 09202342 |
|                                         | Fabrikgebäude (baulicher Zusammenhang mit Altchemnitzer Straße 4) | Altchemnitz (Karte)               | um 1925 (Fabrikgebäude) | qualitätvoller Industriebau mit fein abgestufter Fassadengliederung, wirksame Akzentuierung einer Straßenbiegung, weitestgehend original erhalten, siehe auch unter Altchemnitzer Straße 4, ortsgeschichtlich von Bedeutung | 09202450 |
| Weitere Bilder                          | Peretz-Haus; Strumpfwarenfabrik Siegfried Peretz OHG (ehem.) | Altchemnitz (Karte)               | 1902 (1. Bauabschnitt); 1914 (2. Bauabschnitt); 1927 (3. Bauabschnitt) | Fabrik, bestehend aus drei zeitlich aufeinanderfolgenden Bauabschnitten, mit Einfriedung; qualitätvoller Industriebau, bemerkenswert auf Grund der Ablesbarkeit seiner Entstehungsgeschichte; technikhistorisch und baugeschichtlich von Bedeutung. Die Siegfried Peretz OHG wurde 1938 „arisiert“, Peretz flüchtete 1943 in den Tod. Vor dem Werk wurde ein Stolperstein eingelassen. | 09202234 |
| Weitere Bilder                          | Fabrikgebäude | Altchemnitz (Karte)               | um 1905 (Fabrikgebäude) | qualitätvoller, großzügig gegliederter Industriebau, bemerkenswert durch seine Farbwirkung, rückwärtig runder Schornstein, baugeschichtlich von Bedeutung | 09202235 |
| Weitere Bilder                          | Wasserwerk | Altchemnitz (Karte)               | 1872–1874 (Wasserwerk) | erstes Wasserwerk der Stadt Chemnitz, bedeutender historischer Versorgungsbau, qualitätvolle Gestaltung, weitgehend unverändert, technikgeschichtlich von Bedeutung | 09202356 |
| Weitere Bilder                          | Neue Kauffahrtei; Verbraucher-Genossenschaft (ehem.); GEG Handelszentrale Chemnitz (ehem.) | Altchemnitz (Karte)               | 1921–1924 (Versorgungsbau) | Mehrzweckgebäude (Nr. 25) und Verwaltungsgebäude (Nr. 25a) einer Verbrauchergenossenschaft sowie Einfriedungsmauer und Toreinfahrt (Lagerhäuser und Silo auf dem Gelände vor 2009 abgebrochen); teils repräsentativ gestaltete, teils zweckorientiert vereinfachte Einzelbauten fügen sich zum eindrucksvollen Komplex einer "Versorgungsstadt", weitestgehend original erhalten, zusammengehörig mit Kauffahrtei Nr. 23, erbaut als Handelszentrale für die Großeinkaufsgesellschaft Deutscher Konsumvereine (GEG), Architekt: Erich Basarke, ortsgeschichtlich und baugeschichtlich von Bedeutung | 09202452 |
|                                         | Modul-Werk | Altchemnitz (Karte)               | 1950er Jahre (Fabrikhalle) | Fabrikhalle; besonders wertvoll als eine der letzten im Chemnitzer Raum gebauten klassischen Galeriehallen, in sehr gutem Erhaltungszustand, industriehistorisch und baugeschichtlich von Bedeutung | 09202367 |
| Weitere Bilder                          | Eisenbahnbrücke über die Olbernhauer Straße | Altchemnitz (Karte)               | Um 1905 | Stahlbalkenbrücke im Originalzustand, technikgeschichtlich von Bedeutung | 09202350 |
|                                         | Elektrizitäts-A.G., vormals H. Pöge (ehem.) | Altchemnitz (Karte)               | Ende 19. Jahrhundert (Fabrikgebäude); um 1900 (Fabrikgebäude); um 1910 (Fabrikgebäude); 1920er Jahre (Fabrikgebäude); um 1920 (Fabrikhalle) | Fabrikanlage mit Fabrikgebäude, ehemaliger Maschinenhalle (heute Auktionshaus) und ehemaligem Gesellschaftshaus (heute Handelseinrichtung); ehemals Ensemble hochwertiger Werksbauten als einer der bedeutendsten, historisch gewachsenen Industriekomplexe in Altchemnitz, die ursprünglichen Funktionszusammenhänge waren hier in seltener Weise nachvollziehbar, industriehistorisch und baugeschichtlich von Bedeutung | 09202329 |
| Weitere Bilder                          | Terrot-Werke; VEB Strickmaschinenbau (ehem.); Wirkmaschinenfabrik Hilscher (ehem.) | Altchemnitz (Karte)               | Ende 19. Jahrhundert (Fabrikgebäude); bezeichnet 1927 (Fabrikgebäude) | Zwei Fabrikgebäude, Teile eines ausgedehnten Werkskomplexes; ältestes erhaltenes Gebäude der Anlage ist ein qualitätvoller gründerzeitlicher Ziegelbau, Erweiterungsgebäude imponierender Putzbau von 1927 in schlichter symmetrischer Gliederung, ortsgeschichtliche Bedeutung als Textilmaschinenfabrik und baugeschichtlich von Bedeutung | 09202327 |
| Weitere Bilder                          | Bahnhof Chemnitz-Süd | Altchemnitz (Karte)               | 1907 (Empfangsgebäude) | Empfangsgebäude, zwei Bahnsteigüberdachungen (eine eingelagert), Überdachungen beider Bahnsteigzugänge, Wartehäuschen auf dem Bahnsteig Eisenbahnstrecke Chemnitz -Stollberg/Aue und zwei Eisenbahnbrücken über die Reichenhainer Straße sowie Einfriedung des Bahngeländes an der Südbahnstraße und Böschungsmauerwerk an der Görrestraße; gut erhaltenes Bahnhofsgebäude in bemerkenswerter Lage, architektonisch wertvoll, neoromanische Stilelemente, ortshistorisch, technikgeschichtlich und baugeschichtlich von Bedeutung | 09202217 |
|                                         | Fabrik und Einfriedung | Altchemnitz (Karte)               | um 1930 (Fabrikgebäude) | monumentales Gebäude mit qualitätvoller, vertikal ausgerichteter Fassadengliederung, kubische Baukörperformen von Risalit und Hauptbau durchdringen sich, ein Grundstück mit der Fabrikantenvilla Annaberger Straße 70, technikgeschichtlich und baugeschichtlich von Bedeutung | 09202267 |
| Weitere Bilder                          | Barkas-Werke (ehem.); Weberei Carl Dürfeld (ehem.) | Altchemnitz (Karte)               | 1888–1889 lt. Auskunft (Weberei) | Verwaltungsgebäude und Hauptgebäude (an der Rößlerstraße) einer ehemaligen Weberei (später Automobil-Fabrik); Fabrik ehemals als hofumschließende Dreiflügelanlage, qualitätvolle Ziegelbauten vom Ende des 19. Jahrhunderts, feine Gliederung der Fassade durch verschiedenfarbige Ziegel und Relieffriese, industriehistorisch und ortsgeschichtlich von Bedeutung | 09202270 |
|                                         | Fabrikgebäude | Altchemnitz (Karte)               | Ende 19. Jahrhundert (Fabrikgebäude) | qualitätvoller, gut erhaltener Fabrikbau vom Ende des 19. Jahrhunderts, fein gegliederte Klinkerfassade, industriehistorisch und baugeschichtlich von Bedeutung | 09202264 |
| Weitere Bilder                          | VEB Spezialgehäusebau (ehem.) | Altchemnitz (Karte)               | 1920er Jahre (Fabrikgebäude) | Fabrikgebäude; imposanter Industriebau mit charakteristischem, zur Straße hin vorgeschobenem Treppenturm im Stil der Moderne, baugeschichtlich von Bedeutung | 09202317 |
| Weitere Bilder                          | Gewerbecenter Europark; Chemnitzer Aktienspinnerei II (ehem.) | Altchemnitz (Karte)               | bezeichnet 1898 (Fabrikgebäude); um 1960 (Verwaltungsgebäude) | Fabrik und Verwaltungsbau (rückwärtige Halle vor 2009 abgebrochen); große, imposante Fabrik, symmetrisch organisierte, anspruchsvoll gestaltete Anlage, sich zusammensetzend aus zwei Gebäudeflügeln in rotem Ziegel und in qualitätvoller Gestaltung sowie einem um 1960 geschickt eingefügten Verbindungsbau, die im Hof stehende Fabrikhalle (Ziegelbau) vor 2009 abgebrochen, industriehistorisch, ortsgeschichtlich und baugeschichtlich von Bedeutung | 09202369 |
| Weitere Bilder                          | Germania-Werk; VEB Maschinenfabrik Germania (ehem.) | Altchemnitz (Karte)               | 1895/96 (Altbau); 1952–1954 (Werkhalle); 1952 (Glühofen) | Zwei Fabrikhallen, Glüherei mit Schornstein und Ofen des Germania-Werkes; von herausragender Bedeutung die imposante Fabrikhalle aus den 1950er Jahren, Glüherei von 1952 mit originalem Glühofen (Unikat), weiteres Werksgebäude eine gut erhaltene Gründerzeit-Fabrikhalle, technikhistorisch und baugeschichtlich von Bedeutung | 09202368 |
|                                         | Wohnhaus mit Fabrikationsräumen | Altchemnitz (Karte)               | 1889 lt. Auskunft des Eigentümers (Wohnhaus) | interessanter Gründerzeitbau, bemerkenswerte Verbindung einer kleinen Strumpffabrik (Erdgeschoss) mit Wohnhaus des Inhabers (Obergeschoss), weitestgehend original, baugeschichtlich von Bedeutung | 09202299 |
|                                         | Fabrikanlage mit großem Werksgebäude und mehreren Anbauten (Kesselhaus und Schornstein vor 2009 abgebrochen) | Altchemnitz (Karte)               | um 1905 (Fabrikgebäude) | baugeschichtlich und ortsgeschichtlich von Bedeutung, Putzbau mit markanter Ziegelsteingliederung, architektonisch anspruchsvoll, industriehistorisch und baugeschichtlich von Bedeutung | 09202330 |
| Weitere Bilder                          | Eisenbahnbrücke über die Werner-Seelenbinder-Straße | Altchemnitz (Karte)               | um 1905 (Eisenbahnbrücke) | Stahlbalkenbrücke in genieteter Stahlkonstruktion, bemerkenswerte architektonische Gestaltung durch akzentuierende Sandsteinobelisken an den Stirnseiten, technikgeschichtlich von Bedeutung | 09202323 |
| Weitere Bilder                          | Fabrikgebäude | Altchemnitz (Karte)               | um 1910 (Fabrikgebäude) | original erhaltenes Produktionsgebäude von schlichter, aber qualitätvoller Fassadengestaltung, industriegeschichtlich von Bedeutung | 09202466 |
| Weitere Bilder                          | Feldschlößchenbrauerei (ehem.) | Altendorf (Karte)                 | 1866–1868 Gründung und Eröffnung (Brauerei); um 1930 (Abfüllgebäude); um 1930 (Sudhaus); um 1910 (Kühlhaus); um 1930 (Verwaltungsgebäude) | Brauerei mit Mälzerei, Wasserturm, Kühlhaus, Sudhaus, Abfüllgebäude mit Speisesaal und Verwaltungsgebäude sowie ehemals Gaststätte (vor 2009 abgebrochen) mit vorgelagerter Terrasse und Bierkeller; einer der bedeutendsten historischen Brauereibetriebe in Chemnitz, bemerkenswerte architektonische Zeugnisse verschiedener Bauphasen, besonders wertvoll das unverändert erhaltene Sudhaus mit originaler technischer Ausstattung samt Kesseln sowie der Wasserturm mit noch vorhandenen originalen Behältern, ferner der Festsaal der Gaststätte und der Speisesaal mit teilweise ursprünglicher Ausstattung, technikgeschichtlich von Bedeutung | 09204678 |
|                                         | Gasbeleuchtung Chemnitz (Sachgesamtheit) | Altendorf (Karte)                 | 1854-Ende 19. Jahrhundert (Laternenmast); 1920er Jahre (Laterne Fa. Vulkan) | Einzeldenkmale innerhalb der Sachgesamtheit Gasbeleuchtung Chemnitz: zwei Gaslaternen der Fa. Vulkan (siehe auch Sachgesamtheitsdokument -Obj. 09304092); beide Gaslaternen weisen eine für Chemnitz inzwischen einzigartige Mastgestaltung auf, aufgrund ihrer Singularität von hoher technikgeschichtlicher sowie in Korrespondenz mit der markanten umgebenden Wohnbebauung aus den 1920er Jahren von besonders stadtbildprägender Bedeutung | 09304093 |
|                                         | Chemische Fabrik Eduard Beyer (ehem.) | Altendorf (Karte)                 | 1873 (Torhaus) | Zwei Portierhäuschen; spätklassizistische Kleinarchitekturen, flankierten die Einfahrt zum Fabrikgelände der Chemischen Fabrik für Tinten, Klebstoffe, Hektographenartikel und Schreibmaschinen-Bänder Eduard Beyer, ortsgeschichtlich von Bedeutung | 09204677 |
| Weitere Bilder                          | Firma Richard Graßmann (ehem.) | Altendorf (Karte)                 | um 1900 (Fabrikgebäude); um 1900 (Direktorenvilla) | Fabrik mit Direktorenvilla und angebautem Fabrikgebäude sowie Einfriedung; anspruchsvoll gestaltetes Ensemble in charakteristischer Verbindung von Wohn- und Fabrikgebäude, industriehistorisch und ortsgeschichtlich von Bedeutung | 09204617 |
| Weitere Bilder                          | Gießerei G. Krautheim (ehem.) | Altendorf (Karte)                 | um 1905 (Fabrikgebäude) | Produktionsgebäude einer Fabrik und Einfriedung; straff gegliederter Ziegelbau, qualitätvolle Industriearchitektur, technikgeschichtlich und baugeschichtlich von Bedeutung | 09204686 |
|                                         | Gießerei Castan (ehem.) | Altendorf (Karte)                 | um 1905 (Gießerei) | Verwaltungs- und Produktionsgebäude einer Gießerei; architektonisch bemerkenswerte Anlage mit markanter, durch die Giebel der beiden Gießereihallen geprägter Straßenfront, technikgeschichtlich von Bedeutung | 09204761 |
|                                         | Gebr. Langer (ehem.); VEB Gerätewerk (später) | Altendorf (Karte)                 | 1903 lt. Bauakte (Fabrikgebäude) | Fabrikkomplex mit dreigeschossigem Kopfbau und dem gleichzeitig errichteten Teil der rückwärtig anschließenden eingeschossigen Oberlichthalle; anspruchsvoll gestaltete Industriebauten, in ihrem ursprünglichen Beziehungsgefüge erhaltene Produktionsanlage, industriehistorisch von Bedeutung | 09204726 |
| Weitere Bilder                          | Gaswerk (Saydaer Straße 10) mit drei Funktionsgebäuden sowie zwei Beamtenwohnhäusern (Anschriften: Saydaer Straße 12 und Olbernhauer Straße 41) einschließlich Garten und Einfriedung (Wasserturm auf dem Gelände vor 2009 abgebrochen)                                  | Bernsdorf (Karte)                 | um 1910 (Gaswerk) | original erhaltener städtischer Versorgungskomplex, die zweckgerecht gegliederten Funktionsbauten einheitlich in Formen der Reformarchitektur um 1910, Anklänge an Heimatstil, besonders bemerkenswert war der abgebrochene Wasserturm, einziger Vertreter seiner Gattung in Chemnitz, Denkmalschutz gilt auch für eventuell erhaltene Reste der technischen Originalausstattung, ortshistorisch und technikgeschichtlich von Bedeutung | 09203875 |
| Direkt Bild zu diesem Denkmal hochladen | Produktionsgebäude einer Fabrik | Bernsdorf (Karte)                 | um 1905 (Fabrikgebäude) | aufwendig gestalteter, das Straßenbild prägender Ziegelbau, Gliederung durch grüne Keramikbänder, ortsentwicklungsgeschichtlich von Bedeutung | 09203704 |
| Direkt Bild zu diesem Denkmal hochladen | Kraftverkehr Chemnitz (ehem.) | Bernsdorf (Karte)                 | 1962 lt. Auskunft (Werkstatthalle); um 1960 (Tankstelle) | Reparaturhalle (Nr. 11), Pflasterung im Bereich des Busdepots und Tankstelle (Nr. 11c) eines Busdepots; wohlproportionierter Hallenbau in ausgezeichnetem Erhaltungszustand, differenzierte, zweckbetonte Gestaltung, Tankstelle mit eleganter Dachkonstruktion in Beton, originale Hofpflasterung, ortsgeschichtlich von Bedeutung | 09203878 |
| Weitere Bilder                          | Eisenbahnviadukt | Borna-Heinersdorf (Karte)         | um 1870 (Viadukt) | hoher Viadukt der Bahnstrecke nach Leipzig über das Bahrebachtal, herausragendes Denkmal der Technikgeschichte in aufwendiger und repräsentativer Gestaltung | 09204428 |
| Weitere Bilder                          | Alte Mühle Borna | Borna-Heinersdorf (Karte)         | um 1800 (Mühle) | Mühle mit drei Gebäuden sowie zwei Toreinfahrten zwischen den Gebäuden; dreiseitig geschlossene Hofanlage von bemerkenswerter Einheitlichkeit, zwei Gebäude ganz in Porphyrmauerwerk, eines mit unter Putzverkleidung erhaltener Fachwerkkonstruktion im Obergeschoss, teilweise Kreuzgewölbe, ortsgeschichtlich und baugeschichtlich von Bedeutung | 09203854 |
| Direkt Bild zu diesem Denkmal hochladen | Maschinenfabrik und Gießerei C. G. Haubold, Zweigwerk Borna (ehem.); VEB Ermafa (ehem.) | Borna-Heinersdorf (Karte)         | 1913–1914 (Gießereihalle); 1942–1943 (Sozialgebäude); 1942–1943 (zwei Produktionshallen); Anfang 1950er Jahre (Kalanderhalle) | Fabrikkomplex mit Gießerei, drei Produktionshallen sowie einem Sozialgebäude; industriegeschichtlich bedeutsame Werksanlage von großer Geschlossenheit, nahezu unverändert erhaltene doppelschiffige Gießereihalle mit Kaltwindkupolofen und Hallenuhr der Fa. AEG sowie Erweiterungsbauten aus verschiedenen Entwicklungsphasen des Betriebes, darunter drei im Zweiten Weltkrieg entstandene Gebäude, besonders qualitätvolle architektonische Gestaltung bei außergewöhnlich gutem Erhaltungszustand, Fassaden aller Gebäude sind einheitlich zur Burgstädter Straße hin ausgerichtet, ortsgeschichtlich und baugeschichtlich von Bedeutung | 09204440 |
| Direkt Bild zu diesem Denkmal hochladen | Gasbeleuchtung Chemnitz (Sachgesamtheit) | Borna-Heinersdorf (Karte)         | in den 1920ern (Gussmast); 1988/89 (Nachguss Laterne Fa. Ritter) | Einzeldenkmale innerhalb der Sachgesamtheit Gasbeleuchtung Chemnitz: sieben Gaslaternen der Fa. Ritter (siehe auch Sachgesamtheitsdokument -Obj. 09304092); letzte Exemplare in Chemnitz mit konischer Mastform, aufgrund ihrer Seltenheit von hoher technikgeschichtlicher Bedeutung | 09304224 |
| Direkt Bild zu diesem Denkmal hochladen | Knopffabrik Petzold & Mäser (ehem.) | Borna-Heinersdorf (Karte)         | um 1905 (Fabrikgebäude) | Fabrik mit Produktionsgebäude, Heizhaus und Schornstein; eindrucksvoller, sehr einheitlich gestalteter Industriekomplex mit straffer Lisenengliederung und markantem Treppenturm, ortshistorisch und baugeschichtlich von Bedeutung | 09203869 |
| Direkt Bild zu diesem Denkmal hochladen | Gießerei Brockhausen & Holze; Stahlgießerei G. Krautheim (ehem.) | Borna-Heinersdorf (Karte)         | 1960er Jahre (Ehrenmal) | Verwaltungsgebäude und Putzerei mit Schornstein einer ehemaligen Gießerei sowie eine kleine Grünanlage mit Gedenkstein für die Opfer des Faschismus; größte und in ihrer Geschlossenheit beeindruckende historische Gießerei in Chemnitz, einheitliche Gestaltung in klassizierenden Formen, guter Erhaltungszustand, originale Hallenkonstruktion weitestgehend unverändert, industriegeschichtlich bedeutsam, Ehrenmal für die im März 1945 ermordeten antifaschistischen Widerstandskämpfer Fritz Matschke, Paul Thümer und Knut Wieland, ortshistorisch und technikgeschichtlich von Bedeutung | 09204619 |
| Direkt Bild zu diesem Denkmal hochladen | Gasbeleuchtung Chemnitz (Sachgesamtheit) | Borna-Heinersdorf (Karte)         | 1854 bis Ende 19. Jahrhundert (Laternenmast); 1920er Jahre (Laterne Fa. Vulkan) | Einzeldenkmal der Sachgesamtheit Gasbeleuchtung Chemnitz: Gaslaterne der Fa. Vulkan (siehe auch Sachgesamtheitsdokument -Obj. 09304092); besonders alter Mast typischer Chemnitzer Bauart, aufgrund seiner Singularität von hoher technikgeschichtlicher Bedeutung | 09304107 |
| Direkt Bild zu diesem Denkmal hochladen | Bahnhof Chemnitz-Hilbersdorf | Ebersdorf (Karte)                 | 1902 (Empfangsgebäude) | Empfangsgebäude und Fußgängertunnel des Bahnhofes Chemnitz-Hilbersdorf; original erhaltenes Bahnhofsgebäude, fein gegliederte gründerzeitliche Klinkerfassade mit Porphyrsockel, original erhalten, ortshistorisch von Bedeutung | 09203259 |
| Direkt Bild zu diesem Denkmal hochladen | Außenbahnhof; Bahnbetriebswerk Chemnitz-Hauptbahnhof | Ebersdorf (Karte)                 | Mitte 1920er Jahre (Bahnbetriebswerk); um 1905 (Ringlokschuppen); 1905/1906 (Wasserturm) | Bahnbetriebswerk mit mehreren Gebäuden, mit der Wagenwerkstatt sowie mit Teilen des Ringlokschuppens I (mit Schornstein, einschließlich der gesamten Umfassungsmauern, des Anbaus und der rückwärtigen Stützmauern) und einem Wasserturm; als verkehrsgeschichtliches und technikgeschichtliches Denkmal besonders durch die Wagenhalle und den überregional bedeutsamen Wasserturm von großer Relevanz, Wasserturm (Kugelbehälter der Bauart Klönne) einer der ersten Vertreter dieser Bauart in Deutschland, in seiner Ausführung mit massiv ummanteltem Standgerüst aus Stahlfachwerk in Sachsen singulär | 09203116 |
| Direkt Bild zu diesem Denkmal hochladen | Brettmühle | Ebersdorf (Karte)                 | 1834 (Mühle); Ende 19. Jahrhundert (Ballsaal) | Ehemalige Mühle, später Gasthof, mit später angebautem Ballsaal; repräsentativer, klassizistischer Gasthausbau mit anspruchsvoller Porphyrgliederung und aufwendig gestaltetem Portal, wichtiges Werk des Architekten Johann Traugott Heinig, original erhaltener Anbau eines Ballsaales, ortsgeschichtlich und baugeschichtlich von Bedeutung | 09203341 |
| Direkt Bild zu diesem Denkmal hochladen | Talsperre Einsiedel (Sachgesamtheit); Wasserwerk Einsiedel | Einsiedel (Karte)                 | bezeichnet 1891–1893 (Talsperre) | Einzeldenkmale der Sachgesamtheit Talsperre Einsiedel: Staumauer, Schieberschacht, Schieberhaus und Überlaufkaskade der Talsperre Einsiedel sowie dazugehörige Filteranlage mit drei noch vorhandenen Einstiegshäuschen, einem Funktionsgebäude und den unterirdischen Anlagen (siehe Sachgesamtheitsliste -Obj. 09302508); älteste Talsperre Sachsens und zweitälteste Deutschlands, Staumauer bietet auch nach dem Verlust der Turmaufbauten ein imposantes Erscheinungsbild, im Vorfeld der Mauer und im Bereich der Filter noch bemerkenswerter Rest der ursprünglichen, sehr einheitlichen Gesamtgestaltung (nach Entwurf von Stadtbaurat Eduard Hechler) erhalten, parkartig gestaltetes Gelände ist Teil der Sachgesamtheit, technikgeschichtlich überaus bedeutsame Anlage | 09205043 |
| Direkt Bild zu diesem Denkmal hochladen | Einsiedler Brauhaus | Einsiedel (Karte)                 | 1885 (Sudhaus) | Brauerei mit Sudhaus, Silohaus mit anschließendem Sozialtrakt, Kesselhaus mit Schornstein, Maschinenhaus (ohne nachträgliche Anbauten), Kühlhaus sowie Nebengebäude mit Garagen; Traditionsunternehmen von Einsiedel, gegründet durch Emil Schwalbe, technikgeschichtlich und ortsgeschichtlich von Bedeutung | 09205053 |
| Direkt Bild zu diesem Denkmal hochladen | Papierfabrik Einsiedel; Papierfabrik Pfauter (ehem.) | Einsiedel (Karte)                 | 1919–1920 (Fabrikgebäude) | Fabrikgebäude sowie Pförtnerhaus und Toreinfahrt; sachlicher Industriebau mit Lisenengliederung, baugeschichtlich von Bedeutung | 09205057 |
| Direkt Bild zu diesem Denkmal hochladen | Baumwollspinnerei Schnabel & Comp. (ehem.) | Erfenschlag (Karte)               | 1812 (Fabrikgebäude) | Herrenhaus und Produktionsgebäude einer Baumwollspinnerei, mit Böschungsmauer und Mühlgraben; historisch und architektonisch wertvolle frühe Industriebauten, besonders das dreigeschossige Gebäude Nr. 4 in sehr gutem Zustand, sehr bemerkenswert der bis nach Einsiedel reichende, teilweise tunnelartig überwölbte Mühlgraben, technikhistorisch und ortsgeschichtlich von Bedeutung | 09204894 |
| Direkt Bild zu diesem Denkmal hochladen | Walzenmühle Ernst Stiefel; Stiefelmühle | Erfenschlag (Karte)               | 3. Viertel 19. Jahrhundert (Mühle) | Industriemühle; architektonisch anspruchsvolles Fabrikgebäude, das durch Rundbogenfenster in allen fünf Stockwerken sein an italienische Renaissancepaläste angelehntes Erscheinungsbild erhält, einer der bedeutenden frühen Industriebauten in Chemnitz, nach Brandschäden 1919 in ursprünglichen Formen wiederaufgebaut, technikhistorisch und ortsgeschichtlich von Bedeutung | 09202344 |
| Weitere Bilder                          | Talsperre Euba | Euba (Karte)                      | 1914 (Talsperre) | Staumauer einer Talsperre mit Striegeltürmchen, Schieberhaus, Hochwasserüberlauf und Tosbecken einschließlich noch vorhandener Schiebertechnik; anspruchsvoll gestaltetes Mauerbauwerk, wirkungsvoll rhythmisiert durch Turmaufbauten, Talsperre diente der Wasserversorgung der Bahn, technikgeschichtlich von Bedeutung | 09204992 |
| Direkt Bild zu diesem Denkmal hochladen | Cammann-Haus; Weberei Cammann & Co. (ehem.) | Furth (Karte)                     | 1923–1925 (Verwaltungsgebäude) | Ehemalige Textilfabrik mit achtgeschossigem Produktions- und Verwaltungsgebäude sowie anschließender Produktionshalle mit Nebengebäuden; höchst bemerkenswerte Industriearchitektur von singulärer Originalität, skulpturaler Gesamteindruck, neusachliche Formensprache, Zusammenhang des Hauptgebäudes mit der schlichteren Produktionshalle blieb bewahrt, architekturhistorisch, technikgeschichtlich und ortsgeschichtlich von Bedeutung | 09204977 |
| Direkt Bild zu diesem Denkmal hochladen | Germania-Brauerei | Gablenz (Karte)                   | Ende 19. Jahrhundert (Fabrikgebäude); um 1900 (Fabrikgebäude) | Brauerei, mit Vorgarten und Einfriedung; aus zwei unterschiedlichen Bauphasen geschlossen erhaltener Komplex von Produktionsgebäuden einer Brauerei inklusive Schornstein, architektonisch wertvolle Putzbauten mit Ziegelgliederung, qualitätvolle Details, geschickte Ausnutzung eines dreieckigen Grundstücks, technikhistorisch und ortsgeschichtlich von Bedeutung | 09203947 |
| Direkt Bild zu diesem Denkmal hochladen | Fußgängerbrücke (ehemals über die Chemnitz im Ortsteil Furth zum Fischweg, 2005 abgebaut und auf einem Lagerplatz nahe Draisdorf abgelegt) | Glösa-Draisdorf (Karte)           | um 1900 (Fußgängerbrücke) | Stahlbalkenbrücke mit gekrümmten Obergurten in Nietenkonstruktion, stabilisierende Verbindungen der Obergurte mit einem über die Funktion hinausgehenden gestalterischen Anspruch ausgeführt, technikgeschichtlich von Bedeutung | 09204986 |
| Direkt Bild zu diesem Denkmal hochladen | Fabrikgebäude | Grüna (Karte)                     | um 1920 (Fabrikgebäude) | klar gegliederte Putzfassade, im Reformstil der Zeit nach 1910, ortsgeschichtlich und baugeschichtlich von Bedeutung | 09232967 |
| Direkt Bild zu diesem Denkmal hochladen | Wegestein | Grüna (Karte)                     | bezeichnet 1833 (Wegestein) | an neuem Standort aufgestelltes Zeugnis der Verkehrsgeschichte | 09247683 |
| Direkt Bild zu diesem Denkmal hochladen | Oberförsterei Grüna (Sachgesamtheit) | Grüna (Karte)                     | Mitte 19. Jahrhundert (Wasserversorgungsund Abwasseranlage) | Einzeldenkmal der Sachgesamtheit Oberförsterei Grüna: Röhrwasserverteiler (siehe auch Sachgesamtheitsliste -Obj. 09232979); technikgeschichtlich von Bedeutung | 09232980 |
| Direkt Bild zu diesem Denkmal hochladen | Textilfabrik Robert Müller | Grüna (Karte)                     | um 1893 (Fabrikgebäude) | Fabrikgebäude; ortsbildprägender Klinkerbau, baugeschichtlich und ortsgeschichtlich von Bedeutung | 09247715 |
| Direkt Bild zu diesem Denkmal hochladen | Halde des ehemaligen Beharrlichkeitsschachtes | Grüna (Karte)                     | 1856/1858 (Halde) | bergbaugeschichtlich und wirtschaftsgeschichtlich von Bedeutung | 09232996 |
| Direkt Bild zu diesem Denkmal hochladen | Eisengießerei Richter | Harthau (Karte)                   | 1861 (Wohnhaus); 1872 (Gießerei) | Fabrikantenwohnhaus einer ehemaligen Gießerei; letztes bauliches Zeugnis einer der bedeutenden Industrieanlagen der Stadt Chemnitz, von ortsgeschichtlichem Wert | 09204848 |
| Direkt Bild zu diesem Denkmal hochladen | Schäfersche Kammgarnspinnerei | Harthau (Karte)                   | 1874–1890 (Spinnsaal Gebäude A); 1885 (Kontorhaus Gebäude B); 1885 (Versandhaus Gebäude C); 1885 (Schornstein F); 1885 (Werkstatt Gebäude E) | Fabrik mit zwei Verwaltungsgebäuden, Shedhallen, Werkstattgebäude und Schornstein; eine der bedeutendsten historischen Industrieanlagen in Chemnitz, erster großer Shedhallenkomplex in Sachsen, in ihrer architektonischen Geschlossenheit beeindruckende Gesamtanlage, ortsgeschichtlich, technikhistorisch und baugeschichtlich von Bedeutung | 09204830 |
| Direkt Bild zu diesem Denkmal hochladen | Brecherhaus für die Bearbeitung von Bruchstein | Harthau (Karte)                   | um 1900 (Brecherwerk) | Funktionsgebäude des ehemals an dieser Stelle befindlichen Steinbruchs, seltener Vertreter seiner Gattung, technikgeschichtlich von Bedeutung | 09204819 |
| Direkt Bild zu diesem Denkmal hochladen | Ehemalige Wattefabrik mit zwei- und dreigeschossigen Produktionsgebäuden, Heizhaus, Maschinenhaus, Schornstein, Kontorund Wohngebäude sowie Lagergebäude und Keller | Harthau (Karte)                   | 3. Drittel 19. Jahrhundert (Fabrikgebäude); um 1905 (Kontor und Wohnhaus); 3. Drittel 19. Jahrhundert (Lagerhaus); 2. Hälfte 19. Jahrhundert (Bergkeller) | in seiner Geschlossenheit beeindruckender, anspruchsvoll gestalteter Gewerbekomplex, alle Funktionsbauten sind erhalten, mit stadtgeschichtlicher und baugeschichtlicher Bedeutung | 09204821 |
| Direkt Bild zu diesem Denkmal hochladen | Bernhardsche Spinnerei (Sachgesamtheit); Sächsische Kammgarnspinnerei | Harthau (Karte)                   | 1916 (Verwaltungsgebäude) | Einzeldenkmal der Sachgesamtheit Bernhardsche Spinnerei: Verwaltungsgebäude einer Fabrik (siehe Sachgesamtheitsliste -Obj. 09302696); repräsentativer neoklassizistischer Verwaltungsbau in gutem Erhaltungszustand, Ersatzbau für ältestes Gebäude der Bernhardschen Spinnerei, bildet mit Nr. 47 und 49 hofumschließende Gruppe, ortsgeschichtlich, technikhistorisch und baugeschichtlich von Bedeutung | 09204879 |
| Direkt Bild zu diesem Denkmal hochladen | Bernhardsche Spinnerei (Sachgesamtheit); Sächsische Kammgarnspinnerei | Harthau (Karte)                   | ab 1798 (Spinnerei) | Sachgesamtheit Bernhardsche Spinnerei, mit den Einzeldenkmalen: Verwaltungsgebäude einer Fabrik (siehe Einzeldenkmalliste -Obj. 09204879), Spinnereikomplex mit Produktionsgebäude und Verwaltungsgebäude (siehe Einzeldenkmalliste Klaffenbacher Straße 47, 49 -Obj. 09204878), Arbeiterwohnhaus, später Fabrikschule (siehe Einzeldenkmalliste Klaffenbacher Straße 70, 72 -Obj. 09204883) (ehemaliges Meisterhaus der Spinner, siehe Einzeldenkmalliste Spinnereiweg 4 -Obj. 09204885, vor 2009 abgebrochen) und als Sachgesamtheitsteile: bei Nr. 45–49 dazwischenliegender Hofraum, Vorgarten, Einfriedungsmauer und Garten; hochwertiger klassizistischer Industriekomplex, wichtiges Zeugnis aus der Frühzeit der Industrialisierung, bedeutendstes Industriedenkmal in Chemnitz, erweitert im Reformstil der Zeit um 1910, ortsgeschichtlich, technikhistorisch und baugeschichtlich von Bedeutung | 09302696 |
| Direkt Bild zu diesem Denkmal hochladen | Bernhardsche Spinnerei (Sachgesamtheit); Kammgarnspinnerei Carl Friedrich Solbrig | Harthau (Karte)                   | um 1803 Dendro (Verwaltungsgebäude Nr. 47); 1798 Dendro (Produktionsgebäude Nr. 49) | Einzeldenkmale der Sachgesamtheit Bernhardsche Spinnerei: Produktionsgebäude und Verwaltungsgebäude eines Spinnereikomplexes (siehe Sachgesamtheitsliste -Obj. 09302696); hochwertiger klassizistischer Industriekomplex, wichtiges Zeugnis aus der Frühzeit der Industrialisierung, bedeutendstes Industriedenkmal in Chemnitz, ortsgeschichtlich, technikhistorisch und baugeschichtlich von Bedeutung | 09204878 |
| Direkt Bild zu diesem Denkmal hochladen | Stadtpark (Sachgesamtheit) | Helbersdorf (Karte)               | um 1910 (Transformatorenstation) | Einzeldenkmal der Sachgesamtheit Stadtpark: Transformatorenhäuschen im Stadtpark (siehe Sachgesamtheitsliste -Obj. 09302644, Beckerstraße); markanter Zweckbau auf quadratischem Grundriss mit wuchtigen Dreiviertelsäulen an den Ecken, im Stadtpark gelegen, technikgeschichtlich von Bedeutung | 09203674 |
| Direkt Bild zu diesem Denkmal hochladen | Transformatorenhäuschen | Helbersdorf (Karte)               | | schlichter, traditionalistischer Zweckbau mit bemerkenswerter Bauplastik »Lebensgefahr«, technikgeschichtlich und bauhistorisch von Bedeutung | 09203687 |
| Direkt Bild zu diesem Denkmal hochladen | Bahnbetriebswerk Hilbersdorf; Rangierbahnhof Hilbersdorf (Sachgesamtheit) | Hilbersdorf (Karte)               | 19./20. Jahrhundert (Bahnbetriebsanlage) | Sachgesamtheit Bahnbetriebswerk Hilbersdorf mit folgenden Einzeldenkmalen: zwei Ringlokschuppen einschließlich Drehscheiben, Verwaltungsgebäude, Werkstattanbau, Sozialgebäude, Besandungsanlage, Kohlehochbunker, drei Stellwerken, Ausschlackanlage mit Wasserkran und Kohlekran »Findeisen« (siehe Einzeldenkmalliste -Obj. 09202724) sowie fünf Eisenbahnpersonenwagen des Typs Bghw, Wagengattungs-Nr. 0192 (siehe Einzeldenkmalliste -Obj. 09247776); und Rangierbahnhof Hilbersdorf mit folgenden Einzeldenkmalen: Seilablaufanlage mit Reiterstellwerk, Spanntürmen, Maschinenhaus und Zugwagen sowie Güterschuppen mit Rampe zur Ladestraße, Pflasterung der Ladestraße; beeindruckende Gesamtanlagen, alle mit dem Dampflokbetrieb in Zusammenhang stehenden Vorgänge sind hier noch erfahrbar, besonders bemerkenswert die Besandungsanlage und der Kohlebunker, zudem die in Deutschland einzige noch vorhandene Seilablaufanlage, verkehrs- und technikgeschichtliche Denkmale von herausragender Bedeutung, Seltenheitswert, Bedeutung für die Volksbildung | 09302635 |
| Direkt Bild zu diesem Denkmal hochladen | Bahnbetriebswerk Hilbersdorf (Sachgesamtheit) | Hilbersdorf (Karte)               | 1965–1973 (Reisezugwagen) | Einzeldenkmale der Sachgesamtheit Bahnbetriebswerk Hilbersdorf: fünf Eisenbahnpersonenwagen des Typs Bghw, Wagengattungs-Nr. 0192 (siehe auch Sachgesamtheitsliste -Obj. 09302635); technikgeschichtlich bedeutend durch Seltenheit und Vollständigkeit | 09247776 |
| Direkt Bild zu diesem Denkmal hochladen | Bahnbetriebswerk Hilbersdorf; Rangierbahnhof Hilbersdorf (Sachgesamtheit) | Hilbersdorf (Karte)               | 1899–1900 (Lokschuppen); 1950er Jahre (Drehscheibe); 1916 (Ladestraße); um 1930 (kleineres Stellwerk); 1950er Jahre? (Reiterstellwerk) | Einzeldenkmale der Sachgesamtheit Bahnbetriebswerk Hilbersdorf und Rangierbahnhof Hilbersdorf: Bahnbetriebswerk mit zwei Ringlokschuppen einschließlich Drehscheiben, Verwaltungsgebäude, Werkstattanbau, Sozialgebäude, Besandungsanlage, Kohlehochbunker, drei Stellwerken, Ausschlackanlage mit Wasserkran, Seilablaufanlage mit Spanntürmen und Kohlekran »Findeisen« (siehe auch Sachgesamtheitsliste -Obj. 09302635); beeindruckende Gesamtanlage, alle mit dem Dampflokbetrieb in Zusammenhang stehenden Vorgänge sind hier noch erfahrbar, besonders bemerkenswert die Besandungsanlage, der Kohlehochbunker und die Seilablaufanlage mit noch vorhandenen Zugwagen, Maschinenhaus und Spanntürmen und Reiterstellwerk, Güterschuppen mit Rampe zur Ladestraße, Pflasterung der Ladestraße, verkehrs- und technikgeschichtliche Denkmale von herausragender überörtlicher Bedeutung | 09202724 |
| Direkt Bild zu diesem Denkmal hochladen | Teufelsbrücken | Hilbersdorf (Karte)               | 1880er Jahre (Stützmauer) | Stützmauern mit Stützbögen; Böschungsmauern, die die beidseits eines Hohlweges sich auftürmenden Halden der angrenzenden Porphyr-Steinbrüche sichern, Stützbögen (aus Ziegel und Porphyr) verstärken die Sicherheit zusätzlich, ortsgeschichtlich von Bedeutung | 09202713 |
| Direkt Bild zu diesem Denkmal hochladen | Rangierbahnhof Chemnitz-Hilbersdorf | Hilbersdorf (Karte)               | 1896–1902 (Bau des Rangierbahnhofs); 1933–34 (Neubau der Umladehalle) | Umladehalle und Dienstgebäude des Rangierund Güterbahnhofs Chemnitz-Hilbersdorf; die durch ihre Dimension beeindruckende Halle bildet das Herz des historischen Rangierbahnhofs und damit des Güterumschlags im »Eisenbahnknoten Chemnitz«, die Stahlkonstruktion der Halle ist weitestgehend original erhalten, technikgeschichtlich von Bedeutung | 09205025 |
| Direkt Bild zu diesem Denkmal hochladen | Reichsbahnausbesserungswerk (RAW) Chemnitz (ehem.); heute Fahrzeugwerk Chemnitz | Hilbersdorf (Karte)               | 1869 (Gründung des RAW); 1876 (Halle 51); 1894 (Halle 56); 1915 (Halle 4); 1921 (Halle 2) | Sechs Hallenbauten als Teil eines ausgedehnten Werkskomplexes des ehemaligen Reichsbahnausbesserungswerkes (RAW); eine der großen Anlagen dieser Art in Deutschland, bemerkenswertes Ensemble von großen Hallenbauten verschiedener Epochen und Konstruktionsweisen, die sich nach ihrer Dachkonstruktion wie folgt klassifizieren: Stahlfachwerkkonstruktion (Polonceau-Binder alt Halle 61 nicht als Denkmal ausgewiesen), Stahlbeton-Binder mit parabelförmig gekrümmtem Obergurt (Halle 4 alt Halle 13), freitragende Betonbinder (Halle 61a) und verschiedene Holzbinderkonstruktionen (Hallen 51, 2 und 10 alt Hallen 60, 27 und 26a), sehr guter Erhaltungszustand, wertvolle Zeugnisse der Entwicklung des Industriebaus zwischen 1870 und 1940, herausragende verkehrshistorische und technikgeschichtliche Bedeutung | 09202725 |
| Direkt Bild zu diesem Denkmal hochladen | Elektrizitätswerk des Rangierbahnhofes Chemnitz-Hilbersdorf | Hilbersdorf (Karte)               | um 1900 (Energieversorgung) | eigens für die Beleuchtung des Rangierbahnhofes errichtetes Elektrizitätswerk, anspruchsvoll gestaltete Ziegelbauten, erweitert um die Betonkonstruktion der 1920er Jahre, wichtiges technikgeschichtliches Zeugnis des Eisenbahnknotens Chemnitz | 09202769 |
| Direkt Bild zu diesem Denkmal hochladen | Kühllagerhaus mit Anbauten | Hilbersdorf (Karte)               | 1953–1954 (Kühlhaus); 1963–1964 (Anbau Tiefkühllager) | mächtiger, mehrgeschossiger Stahlbetonskelettbau mit klassizistischer Fassade, abgesehen von schmalen Fensteröffnungen im Mezzaningeschoss fast fensterlos und lediglich durch Lisenen optisch gegliedert, weiterhin direkt an den Kernbau anschließendes eingeschossiges Kühllager, Maschinenhaus und Laderampenüberdachungen, der DDR-Typenbau gehört zu den letzten vier erhaltenen von ursprünglich 12 baugleichen Exemplaren, industriegeschichtlich und wirtschaftsgeschichtlich von Bedeutung, industriegeschichtlich, wirtschaftsgeschichtlich und baugeschichtlich von Bedeutung | 09304593 |
| Direkt Bild zu diesem Denkmal hochladen | Firma Haasemann (ehem.) | Hilbersdorf (Karte)               | Ende 19. Jahrhundert (Fabrikgebäude) | Fabrikgebäude (zwei Hausnummern); mächtiger, klar gegliederter Putzbau mit Klinkerelementen, technikhistorisch und baugeschichtlich von Bedeutung | 09202665 |
| Direkt Bild zu diesem Denkmal hochladen | Pulverhaus | Hilbersdorf (Karte)               | um 1900 (Pulverhaus) | mit Polygonalsteinen verkleideter kubischer Baukörper, abgeschlossen durch reliefierten Ziegelfries, Lagerhaus für Sprengpulver für die Steinbrüche, von ortsgeschichtlichem Interesse | 09202711 |
| Direkt Bild zu diesem Denkmal hochladen | Transformatorenhäuschen | Hilbersdorf (Karte)               | um 1930 (Transformatorenstation) | kubischer, mit Schiefer verkleideter Baukörper mit eckumgreifenden Lisenen, baugeschichtlich und technikgeschichtlich von Bedeutung | 09202710 |
| Direkt Bild zu diesem Denkmal hochladen | Shopping-Mall »Sachsenallee«; Schlachthof (ehem.) | Hilbersdorf (Karte)               | 1882–1883 (Verwaltungsgebäude) | Zwei Verwaltungsgebäude eines ehemaligen Schlachthofes; einfache, aber qualitätvoll gegliederte, gründerzeitliche Klinkerbauten am Eingang zum ehemaligen Schlachthofgelände, städtebaulich bedeutend als Randbebauung des Thomas-Mann-Platzes, ortsgeschichtlich und baugeschichtlich von Bedeutung | 09202659 |
| Direkt Bild zu diesem Denkmal hochladen | Steinbruch | Hilbersdorf (Karte)               | | ortsgeschichtlich von Bedeutung, historisch und architektonisch bemerkenswerter Bau aus Porphyrquadern, Annexbauten aus Ziegelmauerwerk, baugeschichtlich von Bedeutung | 09202658 |
| Direkt Bild zu diesem Denkmal hochladen | Erweiterungsbau Strumpffabrik Moritz Samuel Esche (ehem.) | Kapellenberg (Karte)              | 1923 (Fabrikgebäude) | Fabrik; imposanter sechsgeschossiger Fabrikbau mit markanter expressionistischer Fassadengliederung durch enggestellte dreieckige Lisenen an der Zwickauer Straße, Architekten: Emil Ebert und Paul Kranz, siehe auch Altbau der Fabrikanlage Goethestraße 5, baugeschichtlich von Bedeutung | 09203379 |
| Direkt Bild zu diesem Denkmal hochladen | Möbelstoffweberei Gebrüder Goeritz (ehem.) | Kapellenberg (Karte)              | bezeichnet 1904 (Fabrikgebäude) | Fabrik; großer, winkelförmiger Industriebau, städtebaulich bedeutsame Lage direkt an der Chemnitz, qualitätvolle Fassadengliederung (Klinkerfassade), baugeschichtlich von Bedeutung | 09203411 |
| Direkt Bild zu diesem Denkmal hochladen | Tafelgerätefabrik Oscar Sonnenschein (ehem.) | Kapellenberg (Karte)              | um 1900 (Fabrikgebäude) | Fabrik; original erhaltene Fabrikanlage, städtebaulich wirksam am Chemnitzfluß gelegen im Ensemble mit zwei benachbarten Fabrikanlagen, differenzierte und qualitätvolle Fassadengliederung (Klinkerfassade), baugeschichtlich von Bedeutung | 09203410 |
| Direkt Bild zu diesem Denkmal hochladen | Mannesmann Rexroth AG Werk VI-Hydras | Kapellenberg (Karte)              | Ende 19. Jahrhundert (Fabrikgebäude) | Fabrik; schlichtes, aber original erhaltenes gründerzeitliches Gebäude, direkt an der Chemnitz gelegen und somit von der Annaberger Straße aus städtebaulich besonders wirksam im Ensemble mit den zwei benachbarten Fabrikgebäuden, baugeschichtlich von Bedeutung | 09203408 |
| Direkt Bild zu diesem Denkmal hochladen | Baumwollfärberei Gebrüder Lohse (ehem.) | Kapellenberg (Karte)              | um 1900 (Fabrikgebäude); um 1900 (Fabrikantenvilla) | Fabrikgebäude (heute Wohnhaus, drei Hausnummern: Nr. 26, 28, 28a) mit benachbarter Fabrikantenvilla (Nr. 24) und Gartenhaus (Nr. 26d) sowie Einfriedung; qualitätvoller Klinkerfabrikbau mit originalen Baudetails, Fabrikantenvilla in unmittelbarer Nachbarschaft im Originalzustand, Anlage dokumentiert die um die Jahrhundertwende übliche enge Verknüpfung von Fabrik und Wohnen, baugeschichtlich von Bedeutung | 09203406 |
| Direkt Bild zu diesem Denkmal hochladen | Strumpfwarenfabrik Moritz Samuel Esche (ehem.) | Kapellenberg (Karte)              | 1886–1887 (Fabrikgebäude) | Fabrik; besonders aufwendig gestalteter, im Stadtbild wirksamer Industriebau mit markantem, turmartigem Abschluss, gründerzeitliche Klinkerfassade, siehe auch Erweiterungsbauten Am Walkgraben 29/31, baugeschichtlich von Bedeutung | 09203380 |
| Direkt Bild zu diesem Denkmal hochladen | Schornstein einer Fabrik | Kapellenberg (Karte)              | um 1890 (Schornstein) | achteckiger Schornstein auf quadratischem Sockel, auf Grund seines Alters besonders wertvolles industrielles Merkzeichen im Industriegebiet an der Zwickauer Straße | 09203385 |
| Weitere Bilder                          | Bahnhof Chemnitz-Mitte; Nikolai-Bahnhof (ehem.) | Kapellenberg (Karte)              | 1906 (Empfangsgebäude); 1909 (Eisenbahnbrücke); 1904 (Viadukt) | Empfangsgebäude, Bahnsteigüberdachung des Bahnhofs, gemauerter Bahndamm und zwei Eisenbahnbrücken über die Stollberger Straße und über die Reichsstraße an der Neefestraße; anspruchsvoll gestaltetes Bahnhofsgebäude, unregelmäßig gruppierte Anlage mit städtebaulich wirkungsvollem Uhrturm, Jugendstil-Detailformen, Eisenbahnüberführung noch original erhaltene Stahlträgerbrücken nahe dem Bahnhof Mitte von technikgeschichtlicher Bedeutung, an der Neefestraße originale Ladeneinbauten in den gemauerten Bögen des Viadukts, baugeschichtlich von Bedeutung | 09203388 |
| Direkt Bild zu diesem Denkmal hochladen | Stern-Garagenhof | Kapellenberg (Karte)              | 1928 (Parkhaus); 1928, im Kern älter (Motel) | Parkhaus und Motelgebäude; Hochgarage ein herausragendes Zeugnis der Verkehrsgeschichte und architekturhistorisch wertvolles Gebäude in der Formensprache der Moderne, knappe, funktionsgerechte Gestaltung durch eckumgreifende Sohlgesimse am Fahrstuhlturm, einschließlich großer Teile der Fahrstuhltechnik erhalten, baugeschichtlich von Bedeutung | 09203372 |
| Direkt Bild zu diesem Denkmal hochladen | Industriemuseum Chemnitz (IMC); VEB Gießerei »Rudolf Harlaß« (ehem.); Werkzeugmaschinenfabrik Hermann & Alfred Escher (ehem.); Eisengießerei Hugo Schreiter (ehem.) | Kapellenberg (Karte)              | 1907 (Gießereihalle); 1899, später erweitert (Werkstattgebäude, ehem. Gießerei) | Ehemalige Gießerei und Werkzeugmaschinenfabrik mit Gießereihalle, Putzereihalle, Werkstattgebäuden und Maschinenhaus; umfangreicher, industriegeschichtlich und architektonisch wertvoller Werkskomplex, eine der bedeutendsten Industrieanlagen in Chemnitz, die anspruchsvolle Fassadenarchitektur ist im Stadtbild überaus wirksam, Stahlkonstruktion der vierschiffigen Gießereihalle unverändert erhalten, Maschinenhaus mit bemerkenswerter Innengestaltung, u. a. durch Wandmalereien mit Darstellungen aus dem Gießereialltag, die der Chemnitzer Malerin Martha Schrag zugeschrieben werden, baugeschichtlich von Bedeutung | 09203371 |
| Direkt Bild zu diesem Denkmal hochladen | Wanderer-Werke (Sachgesamtheit); vorm. Winklhofer & Jaenicke (ehem.) | Kappel (Karte)                    | 1898 Gebäude 5d (Lager und Bürogebäude); 1912–1918 Gebäude 9 (Büromaschinenwerk); 1935–1938 Gebäude 4 u. 8 (Buchungs- und Addiermaschinen); 1956 Gebäude 23a, 23b, 23c (Flugzeugmotorenprüfstätte); 1957 Gebäude 25 (große Fertigungshalle)                                      | Einzeldenkmale der Sachgesamtheit Wanderer-Werke (siehe Sachgesamtheitsliste -Obj. 09203235): Verwaltungsgebäude (Gebäude 7, Nr. 223b), Lager- und Bürogebäude (Gebäude 5d, Nr. 227), Büromaschinenwerk (Gebäude 9, Nr. 221) mit Torpfeilern und Pforte sowie Einfriedung zur Straße, Maschinenhaus mit Schornstein (Gebäude 11, Nr. 221), Sozialgebäude (Gebäude 3, Nr. 223a), Buchungsund Addiermaschinenbau mit sogenannten Schutztreppenhäusern einschl. Granatabweisern (Gebäude 4, Nr. 225) sowie südlich der Eisenbahnlinie (OT Kappel, Messeplatz 1) große Fertigungshalle (Gebäude 25) mit Flugmotorenprüfständen (Gebäude 23a, 23b, 23c); ausgedehnte Produktionsanlage von herausragender Bedeutung, Sitz des für die industrielle Entwicklung in Chemnitz besonders wichtigen Fahrradund Maschinenherstellers "Wanderer" (vormals Winklhofer und Jaenicke), einer der wenigen Komplexe, der die ursprüngliche Kompaktheit noch teilweise bewahrt hat, hochrangige Gebäude aus unterschiedlichen Entstehungsphasen bezeugen das schrittweise Wachstum der Anlage, als überaus wertvoll sind einzustufen die ältesten Gebäude des Werkes (Gebäude 5d, 6, 7 und 10, vor 2009 teilweise abgebrochen), das von der prominenten Architekturfirma Zapp und Basarke entworfene Büromaschinenwerk (Gebäude 9) mit dazugehörigem Kesselhaus, Maschinenhaus und Schornstein (Gebäude 11, vor 2009 teilweise abgebrochen) als "Herz" der Produktionsstätte, der Buchungsund Addiermaschinenbau (Gebäude 4 und 8, vor 2009 teilweise abgebrochen) des Architekten Wilhelm Kreis sowie die eindrucksvollen, in ihrer Art einmaligen Flugzeugmotorenprüfstände (vor 2009 teilweise abgebrochen), baugeschichtlich, industriegeschichtlich und ortsgeschichtlich von Bedeutung                                                                                       | 09302912 |
| Direkt Bild zu diesem Denkmal hochladen | Villa (Nr. 58) mit Resten des Gartens und Remise (Nr. 58a) sowie Fabrik (ehem. Zwirnerei) mit Schornstein | Kappel (Karte)                    | 1900 (Fabrikantenvilla); 1910–1915 (Remisengebäude); 1894 (Fabrikgebäude) | repräsentative Villa im Stil der Neorenaissance mit Jugendstilelementen, die unmittelbare Nachbarschaft von Fabrikantenvilla und Zwirnerei veranschaulicht noch heute den damals typischen Wohnstil der Industriellen in unmittelbarer Nähe der Arbeitsstätte, baugeschichtlich von Bedeutung | 09203072 |
| Direkt Bild zu diesem Denkmal hochladen | »Ikarus«; Flughafen Chemnitz (ehem.) | Kappel (Karte)                    | 1925–1926 (Flughafengebäude) | Empfangsgebäude des ehemaligen Chemnitzer Flughafens; aufwendig gestalteter Bau in konservativen Formen der 1920er Jahre, weitestgehend original erhalten, seltenes architektonisches Zeugnis des frühen Flugverkehrs in Deutschland, expressionistische Stilmotive, ortsgeschichtlich, technikhistorisch und baugeschichtlich von Bedeutung | 09202890 |
| Direkt Bild zu diesem Denkmal hochladen | HyPneu Hydraulik und Pneumatik GmbH; Schleifmaschinenwerk (ehem.); Sächsische Stickmaschinenfabrik Kappel, vorm. Moritz Albert Voigt (ehem.) | Kappel (Karte)                    | 1866/1867, später erweitert (Maschinenbauindustrieanlagenteil); Anfang 20. Jahrhundert (Fabrikgebäude); 1872 (Galeriehalle); Ende 19. Jahrhundert (Schornstein); Ende 19. Jahrhundert (Gießerei)                                                                                 | Fabrikhalle (Holzgaleriehalle) im Fabrikhof, Fabrikgebäude mit angebauter Gießereihalle und Schornstein einer ehemaligen Textilmaschinenfabrik; für Chemnitz einmalige Holzgaleriehalle: hochrangiges technisches Denkmal von hoher ingenieurtechnischer und handwerklicher Bedeutung im Holzbau des 19. Jahrhunderts, eine der bedeutendsten deutschen Holzgaleriehallen, Gießerei vom Ende des letzten Jahrhunderts: original erhalten, mit qualitätvoller Klinkerfassade, diese gegliedert von großen Rundbogenfenstern, ehemalige Textilmaschinenfabrik: in städtebaulich markanter Ecklage mit fein gestalteter Klinkerfassade, baugeschichtlich von Bedeutung | 09202877 |
| Direkt Bild zu diesem Denkmal hochladen | Straßenbahndepot Chemnitz-Kappel (Sachgesamtheit) | Kappel (Karte)                    | 1880–1935 (Haus 5 -1880) | Sachgesamtheit Straßenbahndepot Chemnitz-Kappel mit den Einzeldenkmalen: Verwaltungsgebäude (intern Haus 1), ehemaliges Mannschaftsgebäude (später Kantine, intern Haus 2), ehemaliger Pferdestall mit Schmiede und Wagenbeschlag (intern Haus 4), Wagenhalle mit Reparaturwerkstatt und Verwaltungstrakt (intern Haus 4), Wagenhalle (intern Haus 3) und historischer Fahrzeugbestand (siehe Einzeldenkmalliste -Obj. 09202881) sowie den Sachgesamtheitsteilen: Gleisanlagen, Grünfläche an der Zwickauer Straße, ehemaliges Wohn- und Expeditionsgebäude (intern Haus 5) sowie weitere Funktionsgebäude entlang der hinteren Flurstücksgrenze; geschlossen erhaltene Anlage von großer regionalhistorischer und verkehrshistorischer Bedeutung, baugeschichtlich von Bedeutung | 09302146 |
| Direkt Bild zu diesem Denkmal hochladen | Straßenbahndepot Chemnitz-Kappel (Sachgesamtheit) | Kappel (Karte)                    | 1893 (Wagenhalle Haus 4); 1907 (neue Wagenhalle -Haus 3); 1880 (ehem. Pferdestall, später Schmiede -Haus 4); 1935 (als Mannschaftshaus bezeichnet, später Kanti; 1900 (Verwaltungsgebäude mit Direktorwohnung int                                                                | Einzeldenkmale der Sachgesamtheit Straßenbahndepot Chemnitz-Kappel: Verwaltungsgebäude (intern Haus 1), ehemaliges Mannschaftsgebäude (entspricht Gefolgschaftshaus, später Kantine, intern Haus 2), ehemaliger Pferdestall mit Schmiede und Wagenbeschlag (intern Haus 4), Wagenhalle mit Reparaturwerkstatt und Verwaltungstrakt (intern Haus 4), Wagenhalle (intern Haus 3) und historischer Fahrzeugbestand (siehe Sachgesamtheitsliste gleiche Anschrift -Obj. 09302146); geschlossen erhaltene Anlage von großer regionalhistorischer und verkehrshistorischer Bedeutung, baugeschichtlich von Bedeutung | 09202881 |
| Direkt Bild zu diesem Denkmal hochladen | Mechanische Wollwarenfabrik »Sachsen« Hans Bernstein (ehem.); später | Kappel (Karte)                    | 1924–1926 (Fabrikgebäude) | Fabrikgebäude in halboffener Bebauung, mit rückwärtigem Anbau; einer der herausragenden Industriebauten der 1920er Jahre in Chemnitz, Schieferverkleidung der seitlichen Fassadenabschnitte kontrastiert wirkungsvoll mit dem großzügig angelegten Mittelteil und seinem expressionistischen Motiv der dreieckigen Lichterker, Architekten: Kornfeld & Benirschke, baugeschichtlich von Bedeutung | 09203094 |
| Direkt Bild zu diesem Denkmal hochladen | Gasbeleuchtung Chemnitz (Sachgesamtheit) | Kaßberg (Karte)                   | seit 1854 (Gasbeleuchtung); 1854 bis Ende 19. Jahrhundert ("Chemnitzer Gussmast"); in den 1920ern (glatter Gussmast); in den 1920ern (Rundmantellaterne Fa. Vulkan); in den 1930ern (Auslegermast Fa. BAMAG)                                                                     | Sachgesamtheit Gasbeleuchtung Chemnitz mit folgenden Einzeldenkmalen: Wandlaterne bei Hauboldstraße 28 (Fa. Vulkan), Gaslaterne gegenüber Sandweg 74 (Fa. Vulkan), Gaslaterne gegenüber Münchner Str. 23 (Fa. Ritter), zwei Gaslaternen Am Karbel 3, 15 (Fa. Vulkan) und sieben Gaslaternen Louis-Otto-Straße 1, 7, 11, 17, 33, 41, 59 (Fa. Ritter) sowie 305 Gaslaternen der Firmen Ritter, Vulkan, BAMAG und VEB Leistner als Sachgesamtheitsteile (Einzeldenkmale siehe Dokumente Obj. 09304093, Obj. 09304107, Obj. 09304102, Obj. 09304106 sowie Obj. 09304224); in Stadtgebieten noch teilweise vollständig erhaltenes Gasbeleuchtungsnetz integriert in zeitgleicher Bebauung, das System gehört neben Dresden zu dem letzten großen Bestand städtischer Gasbeleuchtung in Sachsen, woraus sich die hohe technikgeschichtliche, stadtgeschichtliche und stadtbildprägende Bedeutung ableitet | 09304092 |
| Direkt Bild zu diesem Denkmal hochladen | Firma A. Loose; VEB Kaltverformungsmaschinenwerk (ehem.) | Kaßberg (Karte)                   | Ende 19. Jahrhundert (Fabrikgebäude); Ende 19. Jahrhundert (Direktorenwohnhaus) | Fabrik mit Direktorenwohnhaus und straßenparallelem Produktionsgebäude aus zwei Bauphasen; architektonisch aufwendiger Industriebau mit anspruchsvoll gestaltetem Wohnbau in gutem Erhaltungszustand, Reste einer ursprünglich größeren Industrieanlage, baugeschichtlich und industriegeschichtlich von Bedeutung | 09204580 |
| Direkt Bild zu diesem Denkmal hochladen | Societätsbrauerei Altendorf (ehem.) | Kaßberg (Karte)                   | Ende 19. Jahrhundert (Brauerei) | Ehemalige Brauerei mit zwei straßenseitigen Produktionsgebäuden und den Malzkellern; imposanter Komplex aus mehreren Produktionsgebäuden mit anspruchsvoller Fassadengestaltung, im Stadtbild präsent, einheitliche Gestaltung, Malzkeller im Gelände, baugeschichtlich und technikgeschichtlich von Bedeutung | 09204536 |
| Direkt Bild zu diesem Denkmal hochladen | Baumwoll und Kammwollspinnerei Oelhey; Sächsische Maschinenfabrik (ehem.) | Kaßberg (Karte)                   | 1835 (Wohnhaus) | Fabrik, ehemals Baumwollspinnerei, später Kontor der Sächsischen Maschinenfabrik, sodann zu Wohnzwecken genutzt; aufgrund seines Alters bemerkenswerter Gewerbebau mit charakteristischem, langgezogenem Krüppelwalmdach, wichtiges Zeugnis aus der Frühzeit der Industriearchitektur in Sachsen, weitgehend unverändert, baugeschichtlich von Bedeutung | 09204581 |
| Direkt Bild zu diesem Denkmal hochladen | Fabrikgebäude mit Einfriedung | Kaßberg (Karte)                   | um 1900 (Fabrikgebäude) | repräsentativ gestalteter Kopfbau einer Produktionshalle mit zweifarbiger Ziegelfassade, zahlreiche Schmuckdetails, auf ganzer Länge erhaltene schmiedeeiserne Einfriedung entlang der Straße, baugeschichtlich und industriegeschichtlich von Bedeutung | 09204525 |
| Direkt Bild zu diesem Denkmal hochladen | Ermafa-Passage; VEB Erste Chemnitzer Maschinenfabrik (ehem.); Haubolds Maschinen Fabrik (ehem.) | Kaßberg (Karte)                   | 1916/17 (Montagehalle Gebäude A an der Reichsstraße); 1900/1901 (Montagehalle Gebäude B an der Hartmannstrasse); 1903 (Montagehalle Gebäude C im Hof an der Uhlichstrasse) | Fabrikkomplex mit zwei eingeschossigen Werkshallen an Hartmannstraße und im Hof (Anschrift: Uhlichstraße 2a) sowie einem dreigeschossigen Fertigungsgebäude an der Reichsstraße (Anschrift: Reichsstraße 58-60); Fabrikkomplex von herausragender industriegeschichtlicher Bedeutung, Gottlieb Haubold gilt als Gründungsvater des Chemnitzer Maschinenbaus, Bauten von überdurchschnittlicher architektonischer Qualität, in hohem Maße stadtbildprägend | 09204716 |
| Direkt Bild zu diesem Denkmal hochladen | Ermafa-Passage; VEB Erste Chemnitzer Maschinenfabrik (ehem.); Haubolds Maschinen Fabrik (ehem.) | Kaßberg (Karte)                   | 1916/17 (Montagehalle Gebäude A an der Reichsstraße); 1900/1901 (Montagehalle Gebäude B an der Hartmannstrasse); 1903 (Montagehalle Gebäude C im Hof an der Uhlichstrasse) | Fabrikkomplex mit zwei eingeschossigen Werkshallen an Hartmannstraße und im Hof (Anschrift: Uhlichstraße 2a) sowie einem dreigeschossigen Fertigungsgebäude an der Reichsstraße (Anschrift: Reichsstraße 58-60); Fabrikkomplex von herausragender industriegeschichtlicher Bedeutung, Gottlieb Haubold gilt als Gründungsvater des Chemnitzer Maschinenbaus, Bauten von überdurchschnittlicher architektonischer Qualität, in hohem Maße stadtbildprägend | 09204716 |
| Direkt Bild zu diesem Denkmal hochladen | Sächsisches Landesarbeitsgericht; Tresorfabrik F. E. Baum (ehem.) | Kaßberg (Karte)                   | 1912 (Verwaltungsgebäude) | Ehemalige Fabrik mit straßenseitigem Verwaltungstrakt und rückwärtig angebautem Produktionsgebäude sowie Vorgarten und Einfriedung; hochwertiger Industriebau, qualitätvolle, gut erhaltene Fassadengestaltung, ortshistorisch, technikgeschichtlich und baugeschichtlich von Bedeutung | 09204595 |
| Direkt Bild zu diesem Denkmal hochladen | Produktions- oder Verwaltungsgebäude einer Fabrik und Hofgebäude | Kaßberg (Karte)                   | um 1910 (Fabrikgebäude) | qualitätvoller Industriebau mit geschossübergreifender Pilastergliederung, Hofgebäude mit Ziegelfassaden, ortshistorisch, technikgeschichtlich und baugeschichtlich von Bedeutung | 09204594 |
| Direkt Bild zu diesem Denkmal hochladen | Union Werkzeugmaschinenfabrik (ehem.) | Kaßberg (Karte)                   | 1912–1913 (Fabrikgebäude) | Produktionshalle einer Fabrik an der Ulmenstraße (rückwärtige Shedhallen vor 2009 abgebrochen); anspruchsvoll gestalteter Fabrikbau mit repräsentativer neoklassizistischer Straßenfront, Architekten: Zapp & Basarke, weitestgehend unverändert, ortsgeschichtlich und baugeschichtlich von Bedeutung | 09204490 |
| Direkt Bild zu diesem Denkmal hochladen | Trikotagenfabrik Sigmund Goeritz (ehem.) | Kaßberg (Karte)                   | 1909 (Fabrikgebäude); 1910 (Fabrikgebäude); 1925–1926 (Fabrikgebäude); 1927–1928 (Schornstein); 1927–1928 (Kohlebunker) | Fabrik mit straßenparallelem Produktionsgebäude in gelbem Ziegelverblender (1909), rückwärtigem viergeschossigem Produktionsgebäude in Ziegelstein (1910, Geyer-Bau), viergeschossigem Produktionsgebäude mit Schieferverkleidung (1925–1926, Poelzig-Bau) an der Ulmenstraße, Heizhaus mit Kohlebunker (1927–28) im Fabrikhof sowie Einfriedung; einer der architektonisch bedeutsamsten Werkskomplexe der Stadt, qualitätvolle Bauten unterschiedlicher Perioden veranschaulichen das Wachstum der Anlage, die älteren Bauten vom Zwickauer Architekten Oskar Geyer, baukünstlerisch herausragend der Poelzig-Bau an der Ulmenstraße, als ein wichtiges Werk der 1920er Jahre von überregionaler Bedeutung, auch der Entwurf des Kohlebunkers und Heizhauses stammt von dem Berliner Architekten Hans Poelzig (1869–1936), ortsgeschichtlich, künstlerisch, technikhistorisch und baugeschichtlich von Bedeutung | 09204573 |
| Direkt Bild zu diesem Denkmal hochladen | Drei Verwaltungs- und Wohngebäude einer Fabrik | Klaffenbach (Karte)               | vor 1900 (Verwaltungsgebäude) | qualitätvolle Industriearchitektur in zweifarbigem Klinker, Gründerzeitbauten, baugeschichtlich von Bedeutung | 09205016 |
| Direkt Bild zu diesem Denkmal hochladen | Hauptgebäude der alten Mühle und Hauptgebäude der neuen Mühle mit Zwillingsturbine sowie Mühlgraben vom Abzweig von der Würschnitz bis zum Wiedereinlauf, inklusive vier Wehranlagen, Überlaufgraben, Zuläufen aus den angrenzenden Feldern und begleitendem Baumbestand | Klaffenbach (Karte)               | 1556 (Mühle erwähnt); um 1800 (Altbau Mühle); um 1910 (Neubau Mühle); 1916 (Turbine) | bemerkenswertes Ensemble von Mühlengebäuden unterschiedlicher Epochen, Entwicklung von der Lohnmühle zur Handelsmühle gewinnt besondere Anschaulichkeit, beide Bauphasen in guter architektonischer Qualität, originale Zwillingsturbine der Maschinenfabrik Briegleb, Hansen & Co, Gotha, von 1916, baugeschichtlich, industriegeschichtlich und technikgeschichtlich von Bedeutung | 09205089 |
| Direkt Bild zu diesem Denkmal hochladen | Kursächsische Postmeilensäulen (Sachgesamtheit) | Klaffenbach (Karte)               | bezeichnet 1723 (Viertelmeilenstein) | Postmeilensäule; Kopie eines Viertelmeilensteins, verkehrsgeschichtlich von Bedeutung | 09205017 |
| Direkt Bild zu diesem Denkmal hochladen | Hösler-Mühle; Spinnmühle Altenhain | Kleinolbersdorf-Altenhain (Karte) | 1834 (Mühle) | Spinnmühle; einer der bedeutendsten und am besten erhaltenen frühen Fabrikbauten Sachsens, hoch aufragender viergeschossiger Baukörper mit markantem Mansarddach, wichtiges Werk des Architekten Christian Friedrich Uhlig, baugeschichtlich von Bedeutung | 09205066 |
| Direkt Bild zu diesem Denkmal hochladen | Fabrik und Rückgebäude im Hof | Lutherviertel (Karte)             | um 1910 (Fabrikgebäude); um 1900 (Rückgebäude) | außergewöhnlich prachtvoller und qualitätvoll gestalteter Fabrikbau im Originalzustand, von hoher Wirkung für das Straßenbild, baugeschichtlich und industriegeschichtlich von Bedeutung | 09202410 |
| Direkt Bild zu diesem Denkmal hochladen | Handschuhfabrik | Mittelbach (Karte)                | 1911–1912 (Fabrikgebäude) | Fabrikgebäude in offener Bebauung; Klinkerbau, baugeschichtlich und ortsgeschichtlich von Bedeutung | 09233356 |
| Direkt Bild zu diesem Denkmal hochladen | Fabrikgebäude und Kontorgebäude | Mittelbach (Karte)                | um 1915 (Fabrik) | baugeschichtlich und ortsgeschichtlich von Bedeutung | 09233371 |
| Weitere Bilder                          | Deffourschacht | Mittelbach (Karte)                | 19./20. Jahrhundert (Bergbauanlagenteil) | Gebäude und Halde des ehemaligen Deffourschachtes; bergbaugeschichtlich von Bedeutung | 09233351 |
| Direkt Bild zu diesem Denkmal hochladen | Fabrik mit Verwaltungsgebäude, dreigeschossigem Fertigungsgebäude und Remise sowie Vorgarten | Rabenstein (Karte)                | im Kern 2. Drittel 19. Jahrhundert (Verwaltungsgebäude); 1920er Jahre (Fabrikgebäude); 1920er Jahre (Remisengebäude) | einheitlich gestalteter Fabrikkomplex, traditionalistische Architekturhaltung, weitestgehend unverändert, baugeschichtlich und industriegeschichtlich von Bedeutung | 09204776 |
| Direkt Bild zu diesem Denkmal hochladen | Eisenbahnviadukt über die Oberfrohnaer Straße im Zuge der Linie Limbach -Wüstenbrand | Rabenstein (Karte)                | 1897 Linie eröffnet (Viadukt) | eine der schönsten Eisenbahnbrücken der Stadt, halb in Stein, halb als Stahlkonstruktion ausgeführt, baugeschichtlich, technikgeschichtlich und straßenbildprägend von Bedeutung | 09204932 |
| Direkt Bild zu diesem Denkmal hochladen | Eisenbahnstrecke Chemnitz Küchwald -Obergrüna | Rabenstein (Karte)                | 1903 (Eisenbahnbrücke) | Eisenbahnbrücke über die Riedstraße; segmentbogenförmige Überführung mit kleineren seitlichen Bögen, rustizierte Werksteinverkleidung, eisenbahngeschichtlich von Bedeutung | 09204972 |
| Direkt Bild zu diesem Denkmal hochladen | Eisenbahnstrecke Chemnitz Küchwald -Obergrüna | Rabenstein (Karte)                | um 1902/1903 (Eisenbahnbrücke) | Eisenbahnbrücke über den Schaftreiberweg; kleine segmentbogenförmige Bahnüberführung, Verkleidung von Brücke und flankierender Böschungsmauer in Werksteinrustika, eisenbahngeschichtlich von Bedeutung | 09304719 |
| Direkt Bild zu diesem Denkmal hochladen | Felsendom Rabenstein (Sachgesamtheit) | Rabenstein (Karte)                | um 1870 (Wohn- und Verwaltungsgebäude); 1. Drittel 19. Jahrhundert (Kalkofen); bezeichnet 1829 (Brennmeisterhaus); 1950er Jahre (Kiosk) | Einzeldenkmale der Sachgesamtheit Felsendom Rabenstein: Reste eines Förderturms, Kalköfen, Brennmeisterhaus (Nr. 5), Wohn- und Verwaltungsgebäude(später Raststätte Felsendome, Nr. 4) sowie zwei Kioske (Kassenhäuschen und Imbiss); ehemaliges Kalkbergwerk (heute Schaubergwerk), bedeutende bergbauhistorische Anlage, verschiedene Phasen der Kalkgewinnung und verarbeitung sind ablesbar, besonders wertvoll die Kalköfen mit dem dazugehörigen Brennmeisterhaus, bergbaugeschichtlich und ortsgeschichtlich von Bedeutung | 09302884 |
| Direkt Bild zu diesem Denkmal hochladen | Felsendom Rabenstein (Sachgesamtheit) | Rabenstein (Karte)                | 1375 (Beginn des Kalkabbaus); um 1750 (Beginn des Untertagebaus); 1936 (Eröffnung des Schaubergwerks "Felsendom") | Sachgesamtheit Felsendom Rabenstein: ehemaliges Kalkbergwerk (heute Schaubergwerk) mit den Einzeldenkmalen: Reste eines Förderturms, Kalköfen, Brennmeisterhaus (Nr. 5), Wohn- und Verwaltungsgebäude (später Raststätte Felsendome, Nr. 4), zwei Kioske (Kassenhäuschen und Imbiss), mit den Sachgesamtheitsteilen: Steinbruch für Übertageabbau, unterirdischem Bergwerk auf vier Sohlen und ehemaligem Betriebsgelände; bedeutende bergbauhistorische Anlage, verschiedene Phasen der Kalkgewinnung und verarbeitung sind ablesbar, besonders wertvoll die Kalköfen mit dem dazugehörigen Brennmeisterhaus, Wohn- und Verwaltungsgebäude sowie zwei Kioske sind Teile der Sachgesamtheit, bergbaugeschichtlich und ortsgeschichtlich von Bedeutung | 09204778 |
| Direkt Bild zu diesem Denkmal hochladen | Eisenbahnstrecke Chemnitz Küchwald -Obergrüna | Rabenstein (Karte)                | 1903 (Eisenbahnbrücke) | Eisenbahnbrücke über die Weigandstraße; kleine segmentbogenförmige Bahnüberführung, Verkleidung von Brücke und flankierender Böschungsmauer in Werksteinrustika, eisenbahngeschichtlich von Bedeutung | 09204946 |
| Direkt Bild zu diesem Denkmal hochladen | Kontorhaus und Pförtnerhaus einer Fabrik (siehe Elite-Diamant-Werke Nevoigtstraße 6) | Reichenbrand (Karte)              | lt. Auskunft 1924 (Kontorhaus) | markanter, qualitätvoller Bau mit auf die Hofeinfahrt bezogener Akzentuierung der Massengliederung, differenziert gestaltete Putzfassade, weitgehend original erhalten, Teil der Diamant-Fahrradwerke, baugeschichtlich von Bedeutung | 09203597 |
| Direkt Bild zu diesem Denkmal hochladen | Diamant-Werke | Reichenbrand (Karte)              | um 1900 (Fabrikgebäude); um 1905 (Fabrikgebäude); um 1910 (Fabrikgebäude); um 1930 (rückwärtiges Fertigungsgebäude); 1920er Jahre (Verwaltungsgebäude) | Fabrikanlage mit Fertigungsgebäuden an der Straße aus drei Bauteilen und einem Fertigungsgebäude im Hof, weiterhin Portiershäuschen mit Verwaltungsgebäude sowie Vorgarten; umfangreiche Fabrikanlage mit Bauteilen aus fünf verschiedenen Phasen, markante straßenparallele Bebauung, rückwärtiges Produktionsgebäude mit charakteristischem Treppenturm, bekrönt vom Firmenschriftzug, industriegeschichtliche Bedeutung als Produktionsstätte der Diamant-Fahrräder, baugeschichtlich und technikgeschichtlich von Bedeutung | 09203662 |
| Direkt Bild zu diesem Denkmal hochladen | Fabrik | Reichenbrand (Karte)              | um 1910 (Fabrikgebäude) | anspruchsvoll gestaltetes Produktionsgebäude in Ziegelmauerwerk im Reformstil der Zeit um 1910, symmetrisch gegliederte Fassaden, aufwendig gestaltetes Portal, gut erhaltenes Zeugnis der Industriegeschichte (Besteckfabrikation) | 09203639 |
| Direkt Bild zu diesem Denkmal hochladen | Kursächsische Postmeilensäulen (Sachgesamtheit) | Röhrsdorf (Karte)                 | bezeichnet 1723 (Ganzmeilensäule) | Postmeilensäule; Kopie einer Ganzmeilensäule, verkehrsgeschichtlich von Bedeutung | 09233511 |
| Direkt Bild zu diesem Denkmal hochladen | Schmiede mit Schornstein und technischer Ausstattung sowie Wohnhaus | Röhrsdorf                         | Mitte 19. Jahrhundert (Schmiede) | baugeschichtlich, ortshistorisch und technikgeschichtlich von Bedeutung | 09305396 |
| Direkt Bild zu diesem Denkmal hochladen | Kursächsische Postmeilensäulen (Sachgesamtheit) | Röhrsdorf (Karte)                 | Kopie bezeichnet 1723 (Viertelmeilenstein) | Postmeilensäule; Kopie eines Viertelmeilensteines, verkehrsgeschichtlich von Bedeutung | 09304912 |
| Direkt Bild zu diesem Denkmal hochladen | Ringofen einer ehemaligen Ziegelei | Rottluff (Karte)                  | Anfang 20. Jahrhundert (Ziegelbrennofen) | Hoffmannscher Ringofen gestreckten Typs inklusive Esse, seltenes Objekt der Technikgeschichte, gut erhalten in seinen gemauerten Teilen, technikgeschichtlich von Bedeutung | 09204729 |
| Direkt Bild zu diesem Denkmal hochladen | Eisenbahnstrecke Chemnitz Küchwald -Obergrüna | Rottluff (Karte)                  | 1903 (Eisenbahnbrücke) | Eisenbahnbrücke über den Pleißenbach nahe der Limbacher Straße; einbogige Betonbogenbrücke mit Natursteinverkleidung von ortsgeschichtlichem und verkehrsgeschichtlichem Wert | 09304714 |
| Direkt Bild zu diesem Denkmal hochladen | Eisenbahnstrecke Chemnitz Küchwald -Obergrüna | Rottluff (Karte)                  | 1902 (Eisenbahnbrücke) | Eisenbahnbrücke über die Limbacher Straße; in weitem Segmentbogen gespannte Betonbrücke, Steinverkleidung mit markanter Rustika, baugeschichtlich und wissenschaftlich von Bedeutung | 09204762 |
| Direkt Bild zu diesem Denkmal hochladen | Wohnhaus Schmidt-Rottluff | Rottluff (Karte)                  | 1894, Wiederaufbau (Getreidemühle); 1913–1914 (Wohnhaus) | Mühle (mit technischer Ausstattung und Wohnhausteil), straßenseitiges Wohnhaus sowie Wegepflasterung und Garten eines Mühlenanwesens; stattliches Mühlengebäude, ursprünglich mit Wohnung (Karl Schmidt-Rottluffs Eltern gehörte die Mühle, hier verlebte der Künstler seine Kindheit), mit symmetrisch gegliederter, mittenbetonter Fassade und zurückhaltendem Dekor in Neorenaissanceformen, der Schutz umfasst auch die vorhandene historische Mühlenausstattung, baugeschichtlich und technikgeschichtlich von Bedeutung | 09204744 |
| Direkt Bild zu diesem Denkmal hochladen | Kursächsische Postmeilensäulen (Sachgesamtheit) | Schloßchemnitz (Karte)            | bezeichnet 1723 (Viertelmeilenstein) | Postmeilensäule; Viertelmeilenstein, verkehrsgeschichtlich von Bedeutung | 09302669 |
| Direkt Bild zu diesem Denkmal hochladen | Zwei Viadukte mit Brücken über die Blankenauer Straße und über die Chemnitz | Schloßchemnitz (Karte)            | um 1870 (Viadukt der Eisenbahnstrecke nach Leipzig); um 1900 (Viadukt der Eisenbahnstrecke nach Rochlitz) | zwei hintereinander gestaffelte Brücken von deutlich unterschiedlicher Höhe, überaus stadtbildprägender Komplex, Brücken an der Blankenauer Straße von triumphbogenartiger Wirkung, baugeschichtlich und technikgeschichtlich von Bedeutung | 09204239 |
| Direkt Bild zu diesem Denkmal hochladen | Gasbeleuchtung Chemnitz (Sachgesamtheit) | Schloßchemnitz (Karte)            | um 1920 (Wandarm); in den 1920ern (Laterne Fa. Vulkan) | Einzeldenkmal innerhalb der Sachgesamtheit Gasbeleuchtung Chemnitz: Wandlaterne der Fa. Vulkan (siehe auch Sachgesamtheitsdokument obj. 09304092 sowie Einzeldenkmaldokument obj. 09244812); als einzige erhaltene Wandlaterne in Chemnitz singulär und von großer technikgeschichtlicher Bedeutung | 09304106 |
| Direkt Bild zu diesem Denkmal hochladen | Leipziger Platz | Schloßchemnitz (Karte)            | 1895 (Stadtplatz); um 1930 (Transformatorenstation) | Stadtplatz (Gartendenkmal) mit Transformatorenhäuschen; kleiner, in seiner Grundform dreieckiger Stadtplatz mit innerer hufeisenförmiger Platzfläche, im Winkel zweier spitz aufeinandertreffender Straßen, erhaltener Baumbestand und Transformatorenhäuschen mit architektonischer Gestaltung als Blickfang in zentraler Lage des Platzes, baugeschichtlich von Bedeutung | 09204109 |
| Direkt Bild zu diesem Denkmal hochladen | Kulturfabrik Schönherr; Sächsische Webstuhlfabrik Louis Schönherr (ehem.) | Schloßchemnitz (Karte)            | um 1800 und 1837 (Altbau); 1901 (Uhrturm und Fabrik-Kernbereich); 1920er Jahre (Verwaltungsgebäude); um 1890 (Heizhaus) | Fabrikanlage mit altem Heizhaus, dessen neuerem Erweiterungsbau und Schornstein, dem fünfgeschossigen Altbau an der Schönherrstraße, dem sich daran anschließenden Kernbereich der Fabrik, welcher in zwei- bis viergeschossigen Flügeln einen Innenhof umschließt (Gebäude 7, 8, 10, 11), dem zweigeschossigen langgestreckten Riegel (45 Achsen) entlang der Schönherrstraße, dem dreiseitig umbauten Zufahrtsbereich mit Uhrturm und Gebäuden 3 und 5 sowie dem Verwaltungsgebäude 1 mit angelagerter Shedhalle (Gebäude 2) und dazugehöriger Einfriedung und Vorgarten; größte Webstuhlfabrik im Gebiet, von überregionaler industriegeschichtlicher Bedeutung, Anlage im Wesentlichen in ihrer Originalsubstanz erhalten, wobei die unterschiedlichen Bauphasen klar erkennbar sind, repräsentative schlossartige Gestaltung im Zufahrtsbereich, baugeschichtlich von Bedeutung | 09203056 |
| Direkt Bild zu diesem Denkmal hochladen | Gasanstalt der Stadt Chemnitz | Schloßchemnitz (Karte)            | gegründet 1874 (Gaswerk); 1904 Planung der Mehrzahl der bestehenden Gebäude (Gaswerk); 1899 (Kesselhaus II); 1906 (Generatorhaus) | Ehemaliges Gaswerk mit Direktorenwohnhaus einschließlich Vorgarten und Häusern A, B, C, E, F und P; historisch bedeutsame Anlage, erstes Gaswerk der Stadt, mit mehreren architektonisch wertvollen Einzelgebäuden, baugeschichtlich von Bedeutung | 09244871 |
| Direkt Bild zu diesem Denkmal hochladen | Drahtbürstenfabrik Bittrich & Simon (ehem.) | Schönau (Karte)                   | nach 1899 (südliches Fabrikgebäude); 1911/12 (nördliches Fabrikgebäude); 1904 (Fabrikantenwohnhaus) | Fabrik mit zwei Werksgebäuden und dazugehörigem Fabrikantenwohnhaus; besonders einheitliche Fabrikanlage in enger Verbindung mit Wohnhaus, herausragend durch ihre Geschlossenheit und den außergewöhnlich guten Erhaltungszustand, sehr qualitätvolle Gestaltung, Fabrik am Bahndamm mit neobarocken Formmotiven, baugeschichtlich von Bedeutung | 09203509 |
| Direkt Bild zu diesem Denkmal hochladen | Tankstelle | Schönau (Karte)                   | 1930er Jahre (Tankstelle) | wertvolles Zeugnis aus der Frühzeit des Automobilverkehrs, sorgfältig gestaltet und unverändert erhalten, in markanter Schrägstellung zur Straße, technikgeschichtlich von Bedeutung | 09203425 |
| Direkt Bild zu diesem Denkmal hochladen | Straßenseitiges Kontorund Werksgebäude sowie rückwärtiges Produktionsgebäude einer Fabrik | Schönau (Karte)                   | 1927/1931 (rückwärtiges Produktionsgebäude); 1. Hälfte 19. Jahrhundert (Hauptgebäude); 1939 (Lagerhalle); 1939 (Portierhaus) | zwei architektonisch bemerkenswerte Industriebauten unterschiedlicher Epochen, beide von klarer und zweckgerechter Gestaltung, von wirtschaftsgeschichtlicher und bauhistorischer Bedeutung | 09203420 |
| Direkt Bild zu diesem Denkmal hochladen | Wanderer-Werke (Sachgesamtheit); vorm. Winklhofer & Jaenicke (ehem.) | Schönau (Karte)                   | 1898 Gebäude 5d (Lager und Bürogebäude); 1912–1918 Gebäude 9 (Büromaschinenwerk); 1935–1938 Gebäude 4 u. 8 (Buchungs- und Addiermaschinen); 1956 Gebäude 23a, 23b, 23c (Flugzeugmotorenprüfstätte); 1957 Gebäude 25 (große Fertigungshalle)                                      | Einzeldenkmale der Sachgesamtheit Wanderer-Werke (siehe Sachgesamtheitsliste -Obj. 09203235): Verwaltungsgebäude (Gebäude 7, Nr. 223b), Lagerund Bürogebäude (Gebäude 5d, Nr. 227), Büromaschinenwerk (Gebäude 9, Nr. 221) mit Torpfeilern und Pforte sowie Einfriedung zur Straße, Maschinenhaus mit Schornstein (Gebäude 11, Nr. 221), Sozialgebäude (Gebäude 3, Nr. 223a), Buchungsund Addiermaschinenbau mit sogenannten Schutztreppenhäusern einschl. Granatabweisern (Gebäude 4, Nr. 225) sowie südlich der Eisenbahnlinie (OT Kappel, Messeplatz 1) große Fertigungshalle (Gebäude 25) mit Flugmotorenprüfständen (Gebäude23a, 23b, 23c); ausgedehnte Produktionsanlage von herausragender Bedeutung, Sitz des für die industrielle Entwicklung in Chemnitz besonders wichtigen Fahrradund Maschinenherstellers "Wanderer" (vormals Winklhofer und Jaenicke), einer der wenigen Komplexe, der die ursprüngliche Kompaktheit noch teilweise bewahrt hat, hochrangige Gebäude aus unterschiedlichen Entstehungsphasen bezeugen das schrittweise Wachstum der Anlage, als überaus wertvoll sind einzustufen die ältesten Gebäude des Werkes (Gebäude 5d, 6, 7 und 10, vor 2009 teilweise abgebrochen), das von der prominenten Architekturfirma Zapp und Basarke entworfene Büromaschinenwerk (Gebäude 9) mit dazugehörigem Kesselhaus, Maschinenhaus und Schornstein (Gebäude 11, vor 2009 teilweise abgebrochen) als "Herz" der Produktionsstätte, der Buchungsund Addiermaschinenbau (Gebäude 4 und 8, vor 2009 teilweise abgebrochen) des Architekten Wilhelm Kreis sowie die eindrucksvollen, in ihrer Art einmaligen Flugzeugmotorenprüfstände (vor 2009 teilweise abgebrochen), baugeschichtlich, industriegeschichtlich und ortsgeschichtlich von Bedeutung                                                                                          | 09302912 |
| Direkt Bild zu diesem Denkmal hochladen | Wanderer-Werke (Sachgesamtheit); vorm. Winklhofer & Jaenicke (ehem.) | Schönau (Karte)                   | 1895 Gebäude 7 (Verwaltungsgebäude); 1898 Gebäude 5d (Lager und Bürogebäude); 1912–1918 Gebäude 9 (Büromaschinenwerk); 1935–1938 Gebäude 4 u. 8 (Buchungs- und Addiermaschinen); 1956 Gebäude 23a, 23b, 23c (Flugzeugmotorenprüfstätte); 1957 Gebäude 25 (große Fertigungshalle) | Sachgesamtheit Wanderer-Werke, mit folgenden Einzeldenkmalen: Verwaltungsgebäude (Gebäude 7, Zwickauer Straße 223b), Lagerund Bürogebäude (Gebäude 5d, Zwickauer Straße 227), Büromaschinenwerk (Gebäude 9, Zwickauer Straße 221) mit Torpfeilern und Pforte sowie Einfriedung zur Straße, Maschinenhaus mit Schornstein (Gebäude 11, Zwickauer Straße 221), Sozialgebäude (Gebäude 3, Zwickauer Straße 223a), Buchungsund Addiermaschinenbau mit sogenannten Schutztreppenhäusern einschl. Granatabweisern (Gebäude 4, Zwickauer Straße 225) sowie südlich der Eisenbahnlinie (OT Kappel, Messeplatz 1) große Fertigungshalle (Gebäude 25) mit Flugmotorenprüfständen (Gebäude 23a, 23b, 23c) (siehe Einzeldenkmalliste -Obj. 09302912); ausgedehnte Produktionsanlage von herausragender Bedeutung, Sitz des für die industrielle Entwicklung in Chemnitz besonders wichtigen Fahrradund Maschinenherstellers "Wanderer" (vormals Winklhofer und Jaenicke), einer der wenigen Komplexe, der die ursprüngliche Kompaktheit noch teilweise bewahrt hat, hochrangige Gebäude aus unterschiedlichen Entstehungsphasen bezeugen das schrittweise Wachstum der Anlage, als überaus wertvoll sind einzustufen die ältesten Gebäude des Werkes (Gebäude 5d, 6, 7 und 10, vor 2009 teilweise abgebrochen), das von der prominenten Architekturfirma Zapp und Basarke entworfene Büromaschinenwerk (Gebäude 9) mit dazugehörigem Kesselhaus, Maschinenhaus und Schornstein (Gebäude 11, vor 2009 teilweise abgebrochen) als "Herz" der Produktionsstätte, der Buchungsund Addiermaschinenbau (Gebäude 4 und 8, vor 2009 teilweise abgebrochen) des Architekten Wilhelm Kreis sowie die eindrucksvollen, in ihrer Art einmaligen Flugzeugmotorenprüfstände (vor 2009 teilweise abgebrochen), baugeschichtlich, industriegeschichtlich und ortsgeschichtlich von Bedeutung | 09203235 |
| Direkt Bild zu diesem Denkmal hochladen | Werksgebäude einer Fabrik | Siegmar (Karte)                   | 1920er Jahre (Fabrikgebäude) | langgestreckter, regelmäßig gegliederter Industriebau mit originaler, vollständig erhaltener Tragkonstruktion in Holz, baugeschichtlich und technikgeschichtlich von Bedeutung | 09203560 |
| Direkt Bild zu diesem Denkmal hochladen | Bahnhof Chemnitz-Siegmar | Siegmar (Karte)                   | 1937–1939 (Empfangsgebäude); 1942 (Empfangsgebäude) | Empfangsgebäude des Bahnhofs Chemnitz-Siegmar; schlichter, jedoch anspruchsvoll in Formen des Heimatstils gestalteter Bau, beherrschende Lage im Zentrum von Siegmar, eines der wenigen bemerkenswerten Bauvorhaben der späteren dreißiger Jahre in Chemnitz, baugeschichtlich von Bedeutung | 09203547 |
| Direkt Bild zu diesem Denkmal hochladen | Renders Fahrzeugbau; SDAG Wismut (ehem.); Wanderer-Werke (Auto-Union) (ehem.) | Siegmar (Karte)                   | bezeichnet 1928 (Fabrikgebäude) | Produktionsgebäude und Tankstelle mit Zapfsäulen; wichtiges historisches Zeugnis der Autoherstellung in Chemnitz, mehrgeschossiger Kopfbau mit repräsentativer Fassadengliederung, Tankstelle mit originalen Zapfsäulen von technikgeschichtlicher Bedeutung, architektonisch bemerkenswertes und industriegeschichtlich bedeutsames Gebäude | 09203561 |
| Direkt Bild zu diesem Denkmal hochladen | Niles-Werke (ehem.); Werkzeugmaschinenfabrik Hermann & Alfred Escher (ehem.) | Siegmar (Karte)                   | 1950 (Geschossbau Gebäude E); 1905 (große Shedhalle Gebäude A); 1920er Jahre (Galeriehalle Gebäude B); 1950/1951 (kleine Shedhalle Gebäude D); 1949–1953 (Versandhaus Gebäude F)                                                                                                 | Fabrikanlage mit großer Shedhalle (Haus A), Galeriehalle (Haus B), Uhrturm und kleinem frei stehenden Vorbau (Waage?) (Haus C), kleiner Shedhalle (Haus D), mehrgeschossigem Fertigungsgebäude (Haus E) sowie Nebengebäude/Versandhaus (Haus F), (Heizhaus, Pförtnerhaus und Kulturhaus 2004 abgebrochen); ausgedehnter Industriekomplex mit Gebäuden aus unterschiedlichen Entstehungsphasen, sämtlich von hoher Gestaltungsqualität, besonders bemerkenswert die Galeriehalle mit auf zwei Ebenen umlaufenden Emporen und stadtbildprägendem Uhrturm, Bauteile der 1950er Jahre in strenger, kubisch gestaffelter Massengliederung, von herausragender Bedeutung war das Betriebskulturhaus als letzter außen und innen original erhaltener Vertreter dieses Bautyps in Chemnitz, das außen und innen unveränderte Heizhaus war ehemals wichtiger Bestandteil des industriellen Funktionszusammenhangs, baugeschichtlich und industriegeschichtlich von Bedeutung | 09203530 |
| Direkt Bild zu diesem Denkmal hochladen | Gewerbebau mit Vorgarten und Resten der historischen Einfriedung | Siegmar (Karte)                   | 3. Viertel 19. Jahrhundert (Handschuhfabrik) | breit gelagerter, repräsentativer Fabrikbau in spätklassizistischen Formen, industriegeschichtlich von Bedeutung | 09203573 |
| Direkt Bild zu diesem Denkmal hochladen | Textilmaschinenfabrik Hugo Alban Ludwig (ehem.) | Sonnenberg (Karte)                | um 1900 (Fabrikgebäude) | Fabrik; ehemalige Textilmaschinenfabrik von H. Alban Ludwig, ausgesprochen qualitätvoller Klinkerbau, gelb verklinkerte Straßenfassade, von grün glasierten Ziegeln gegliedert, stadtteilprägend auf Grund der turmartigen Ecke mit geschweiftem Dachhelm zur Uhlandstraße, baugeschichtlich von Bedeutung | 09202838 |
| Direkt Bild zu diesem Denkmal hochladen | VEB Fahrzeugelektrik (ehem.); Firma Hermann Riemann (ehem.) | Sonnenberg (Karte)                | ab 1894 (Fabrikgebäude) | Fabrik mit Einfriedungsmauer entlang der Fürstenstraße; imposantes Fabrikgebäude, beherrschende Position im Stadtteil, weithin sichtbarer Turm, anspruchsvolle Fassadengestaltung in gelbem Ziegelverblender, technikhistorisch und baugeschichtlich von Bedeutung | 09203175 |
| Direkt Bild zu diesem Denkmal hochladen | Werkzeugmaschinenfabrik Vulkan AG (ehem.); Maschinenfabrik Kertscher & Benndorf (ehem.) | Sonnenberg (Karte)                | bezeichnet 1865 (Gießerei) | Gießereihalle, Schornstein und drei Torpfeiler der Toreinfahrt; z. Zt. ihrer Entstehung als modernste Galeriehalle im Raum Chemnitz geltend, speziell für den Bau großer Maschinen konzipierte Montagehalle mit basilikaler Raumorganisation, Straßenfassade lehnt sich in ihrer Gestaltung dem Kirchenbau an mit Blendgiebel und bekrönendem Dachreiter in Form eines offenen Glockenstuhles, baugeschichtlich und technikgeschichtlich von Bedeutung | 09202993 |
| Direkt Bild zu diesem Denkmal hochladen | Mietshaus (Hainstraße 45) in geschlossener Bebauung konzipiert und rückwärtig befindlicher Gewerbebau (Hainstraße 41) | Sonnenberg (Karte)                | Ende 19. Jahrhundert (Mietshaus) | reich gestalteter Klinkerbau mit schönen porphyrnen Fassadenelementen, im Hof original erhaltenes Gewerbegebäude in rotem Klinker, ursprüngliche Einheit von Wohngebäude und Gewerbe noch gut erkennbar, baugeschichtlich von Bedeutung | 09202680 |
| Direkt Bild zu diesem Denkmal hochladen | Mietshaus (Hainstraße 45) in geschlossener Bebauung konzipiert und rückwärtig befindlicher Gewerbebau (Hainstraße 41) | Sonnenberg (Karte)                | Ende 19. Jahrhundert (Mietshaus) | reich gestalteter Klinkerbau mit schönen porphyrnen Fassadenelementen, im Hof original erhaltenes Gewerbegebäude in rotem Klinker, ursprüngliche Einheit von Wohngebäude und Gewerbe noch gut erkennbar, baugeschichtlich von Bedeutung | 09202680 |
| Direkt Bild zu diesem Denkmal hochladen | Fabrikund Verwaltungsgebäude in geschlossener Bebauung | Sonnenberg (Karte)                | Ende 19. Jahrhundert (Textilindustrieanlagenteil) | qualitätvolle Klinkerarchitektur in weitestgehend originalem Zustand, ehemalige Strumpffabrik, baugeschichtlich und ortsgeschichtlich von Bedeutung | 09202734 |
| Direkt Bild zu diesem Denkmal hochladen | Lessingplatz | Sonnenberg (Karte)                | 1863 (Planung des Platzes); 1930er Jahre (Transformatorenstation) | Stadtplatz (Gartendenkmal) mit Transformatorenhäuschen; quadratische Platzanlage, weitestgehend erhaltener Gehölzbestand mit Allee, ursprüngliche gärtnerische Gestaltung noch gut erkennbar, sieben Straßen führen sternförmig auf den Platz zu, gartenkünstlerisch und städtebaulich von Bedeutung | 09203051 |
| Direkt Bild zu diesem Denkmal hochladen | Gasbeleuchtung Chemnitz (Sachgesamtheit) | Sonnenberg (Karte)                | 1854 bis Ende 19. Jahrhundert (Laternenmast); 1988/89 (Nachguss Laterne Fa. Ritter) | Einzeldenkmal innerhalb der Sachgesamtheit Gasbeleuchtung Chemnitz: Gaslaterne der Fa. Ritter (siehe auch Sachgesamtheitsdokument obj. 09304092 sowie Sachgesamtheitsdokument der Wissmannhof obj. 09203183); besonders alter Mast typischer Chemnitzer Bauart, aufgrund seiner Singularität von hoher technikgeschichtlicher Bedeutung | 09304102 |
| Direkt Bild zu diesem Denkmal hochladen | Wasserhochbehälter Wittgensdorf | Wittgensdorf (Karte)              | um 1910 (Wasserhochbehälter) | technikgeschichtlich von Bedeutung | 09233547 |
| Direkt Bild zu diesem Denkmal hochladen | Trikotagenfabrik E. R. Häberle (ehem.) | Wittgensdorf (Karte)              | 1907 (Fabrikgebäude) | Fabrikund Verwaltungsgebäude (Hauptgebäude); repräsentativer Putzbau im Reformstil von baukünstlerischer, baugeschichtlicher, ortsgeschichtlicher und technikgeschichtlicher Bedeutung | 09303114 |
| Direkt Bild zu diesem Denkmal hochladen | Wasserwirtschaftliche Anlage | Wittgensdorf (Karte)              | um 1910 (Wasserversorgungsund Abwasseranlage) | technikgeschichtlich von Bedeutung | 09233582 |
| Direkt Bild zu diesem Denkmal hochladen | Ehemalige Spinnmühle | Wittgensdorf (Karte)              | 1820 (Spinnerei) | baugeschichtlich und technikgeschichtlich von Bedeutung | 09233579 |
| Direkt Bild zu diesem Denkmal hochladen | Chemnitztalviadukt | Zentrum (Karte)                   | Anfang 20. Jahrhundert (Viadukt) | Eisenbahnviadukt über Annaberger Straße, Chemnitzfluß und Beckerstraße; wertvolle Eisenkonstruktion, prägend für das Stadtbild durch die Eleganz der technischen Formen, baugeschichtlich und technikgeschichtlich von Bedeutung | 09244740 |
| Direkt Bild zu diesem Denkmal hochladen | Wiederaufbaugebiet Reitbahnstraße (Sachgesamtheit); Tankstelle | Zentrum (Karte)                   | 1930 (Tankstelle) | Einzeldenkmal der Sachgesamtheit Wiederaufbaugebiet Reitbahnstraße (siehe Sachgesamtheitsliste Reitbahnstraße -Obj. 09302590): Tankstelle; eine der wenigen weitgehend original erhaltenen Tankstellen aus der Zeit um 1930, weiterhin Zeugnis der überwiegend zerstörten Vorkriegsbebauung in diesem Stadtgebiet, von stadtgeschichtlicher und technikgeschichtlicher Bebauung | 09304074 |
| Direkt Bild zu diesem Denkmal hochladen | Eisenbahnbrücke über die August-Bebel-Straße | Zentrum (Karte)                   | | elegante Stahlbalkenbrücke mit originalem Geländer, flankierende Mauern in stark rustiziertem Quadermauerwerk, baugeschichtlich und technikgeschichtlich von Bedeutung | 09202830 |
| Direkt Bild zu diesem Denkmal hochladen | Güterbahnhof Chemnitz | Zentrum (Karte)                   | 1886–1888 (Güterbahnhof) | Verwaltungsgebäude (zeitweise Zoll) und zwei Güterschuppen des früheren Produktenbahnhofs; bauliche Reste einer verkehrsgeschichtlich bedeutsamen Gesamtanlage, die mit dem Gütertransport zusammenhängenden Funktionsabläufe sind heute trotz teils einsturzgefährdeter Bauten noch sehr gut nachvollziehbar, eisenbahngeschichtlich von Bedeutung | 09202806 |
| Direkt Bild zu diesem Denkmal hochladen | Eisenbahnbrücke über die Augustusburger Straße | Zentrum (Karte)                   | Anfang 20. Jahrhundert (Eisenbahnbrücke) | elegante Eisenbrücke in sachlichen Formen, technikgeschichtlich von Bedeutung | 09244882 |
| Direkt Bild zu diesem Denkmal hochladen | Hauptbahnhof Chemnitz | Zentrum (Karte)                   | 1872–1873 (Empfangsgebäude); 1973–1975 (Bahnsteighalle) | Bahnhof-Empfangsgebäude mit Bahnsteighalle; von verkehrsgeschichtlicher, städtebaulicher und baugeschichtlicher Bedeutung | 09244782 |
| Direkt Bild zu diesem Denkmal hochladen | Straßenbrücke über die Eisenbahn | Zentrum (Karte)                   | um 1905 (Straßenbrücke) | Stahlfachwerkbrücke mit gekrümmtem Obergurt, Nietkonstruktion, bemerkenswert auf Grund ihrer gestalterischen Sachlichkeit, technikgeschichtlich von Bedeutung | 09244742 |
| Direkt Bild zu diesem Denkmal hochladen | Maschinenfabrik Richard Hartmann (ehem.) | Zentrum (Karte)                   | 2. Hälfte 19. Jahrhundert, später überformt (Fabrikgebäude) | Fabrikationsgebäude (Shedhalle) einer Maschinenfabrik; wichtiges bauliches Zeugnis des Maschinenbauunternehmens Richard Hartmann, das für die industrielle Entwicklung in Chemnitz herausragende Bedeutung besaß, im Inneren ist die ursprüngliche Hallenkonstruktion erhalten, baugeschichtlich und industriegeschichtlich von Bedeutung | 09244744 |
| Direkt Bild zu diesem Denkmal hochladen | Weberei Eduard Lochmann (ehem.); Neumühle (ehem.) | Zentrum (Karte)                   | 1873–1874 lt. Bauakte (Fabrikgebäude) | Fabrikgebäude mit angebautem Nebengebäude und Torpfosten des Einfahrtstors; stattlicher gründerzeitlicher Gewerbebau sowie schlichtes, älteres Nebengebäude mit Kreuzgratgewölbe im Erdgeschoss, zusammen mit dem nahegelegenen Neumühlenwehr als Zeugnisse für die industrielle Nachnutzung und bauliche Weiterentwicklung eines historischen Mühlenstandortes von baugeschichtlicher, industriegeschichtlicher und städtebaulicher Bedeutung | 09204249 |
| Direkt Bild zu diesem Denkmal hochladen | Umspannwerk Getreidemarkt (ehem.) | Zentrum (Karte)                   | 1909 (Versorgungsgebäude mit Schalthaus) | Umspannwerk für den städtischen Straßenbahnbetrieb und Belüftungsschacht auf dem Getreidemarkt; klar gegliederte, aus kubischen Formen zusammengesetzte Baugruppe, Anklänge an den Stil der Klassischen Moderne, von stadtgeschichtlicher, technik- und verkehrsgeschichtlicher sowie städtebaulicher Bedeutung | 09202101 |
| Direkt Bild zu diesem Denkmal hochladen | Neumühlenwehr; Walzenwehr | Zentrum (Karte)                   | um 1930 (Wehr); um 1910 (Fußgängerbrücke) | Wehr im Chemnitzfluss, Uferbefestigung der Chemnitz zwischen Wehr und Müllerstraße sowie Fußgängerbrücke über die Chemnitz an der Hauboldstraße (nahe Müllerstraße); imposante Stauwehranlage, mit großen Bruchsteinen verkleidete Bestandteile, originale Technik, weiterhin mit Bruchsteinen gemauerte Uferbefestigung sowie Betonbrücke an der Hauboldstraße in gutem Originalzustand, von städtebaulicher und geschichtlicher Bedeutung | 09202111 |
| Direkt Bild zu diesem Denkmal hochladen | Schüffnersche Kattundruckerei (ehem.) | Zentrum (Karte)                   | 1850–1851 (Fabrikgebäude) | Kattundruckerei (später Wohnhaus, Müllerstraße 31) mit rückwärtigem Gebäude (Hauboldstraße 1) und Vorgarten am Ufer der Chemnitz; letztes bauliches Zeugnis der einst zahlreichen Chemnitzer Kattundruckereien, Hauptbau ein palazzoartiges Gebäude mit repräsentativem Anspruch, von Wert für die städtebauliche Situation am Ufer der Chemnitz, baugeschichtlich von Bedeutung | 09202199 |
| Direkt Bild zu diesem Denkmal hochladen | Kaßbergbrücke | Zentrum (Karte)                   | 1869–1870 (Straßenbrücke) | Brücke über die Chemnitz und über die Fabrikstraße, Treppenaufgang und straßenbegleitende Böschungsmauern; steinerne Bogenbrücke über die Chemnitz, original erhalten, Auffahrt zum Kaßberg, ortsgeschichtlich und technikgeschichtlich von Bedeutung | 09202206 |
| Direkt Bild zu diesem Denkmal hochladen | Erstes Chemnitzer Bahnbetriebswerk (auch als Heizhausanlage bezeichnet), bestehend aus dem früheren Rechteck-Lokschuppen und der Wasserstation | Zentrum (Karte)                   | um 1870 (Bahnbetriebswerk) | bemerkenswerte Gesamtanlage aus der Frühzeit des Eisenbahnverkehrs in Chemnitz, beeindruckende Folge der Hallenschiffe auf hohen Substruktionen entlang der Lerchenstraße, besonderer Seltenheitswert kommt der viergeschossigen Wasserstation zu, baugeschichtlich von Bedeutung | 09244922 |
| Direkt Bild zu diesem Denkmal hochladen | FAMAC; VEB Spemafa (ehem.); Fleischereimaschinenfabrik Gebr. Unger (ehem.) | Zentrum (Karte)                   | um 1910 (Hauptgebäude) | Fabrik mit Vorderhaus, Seitenflügel und rückwärtigem Trakt; beeindruckende, mit architektonischem Anspruch gestaltete Anlage, Architekten: Zapp & Basarke, in gutem Erhaltungszustand, baugeschichtlich und technikgeschichtlich von Bedeutung | 09244759 |
| Direkt Bild zu diesem Denkmal hochladen | Fußgängertunnel unter der Eisenbahn mit Eingangsgestaltung | Zentrum                           | 1889 (Fußgängerunterführung) | aufwendig gestalteter Eingang eines Fußgängertunnels, historisch bedeutsam als Verbindung zwischen Sonnenberg und westlichen Industriestandorten, siehe auch unter Dresdner Straße, Eingang gegenüber Peterstraße (OT Sonnenberg), baugeschichtlich und technikgeschichtlich von Bedeutung | 09244865 |
| Direkt Bild zu diesem Denkmal hochladen | Schüffnersche Kattundruckerei (ehem.) | Zentrum (Karte)                   | 1850–1851 (Fabrikgebäude) | Kattundruckerei (später Wohnhaus, Müllerstraße 31) mit rückwärtigem Gebäude (Hauboldstraße 1) und Vorgarten am Ufer der Chemnitz; letztes bauliches Zeugnis der einst zahlreichen Chemnitzer Kattundruckereien, Hauptbau ein palazzoartiges Gebäude mit repräsentativem Anspruch, von Wert für die städtebauliche Situation am Ufer der Chemnitz, baugeschichtlich von Bedeutung | 09202199 |
| Direkt Bild zu diesem Denkmal hochladen | Neumühlenwehr; Walzenwehr | Zentrum (Karte)                   | um 1930 (Wehr); um 1910 (Fußgängerbrücke) | Wehr im Chemnitzfluss, Uferbefestigung der Chemnitz zwischen Wehr und Müllerstraße sowie Fußgängerbrücke über die Chemnitz an der Hauboldstraße (nahe Müllerstraße); imposante Stauwehranlage, mit großen Bruchsteinen verkleidete Bestandteile, originale Technik, weiterhin mit Bruchsteinen gemauerte Uferbefestigung sowie Betonbrücke an der Hauboldstraße in gutem Originalzustand, von städtebaulicher und geschichtlicher Bedeutung | 09202111 |
| Direkt Bild zu diesem Denkmal hochladen | Färberei Theodor Haase (ehem.) | Zentrum (Karte)                   | 4. Viertel 19. Jahrhundert (Färberei); Mitte 19. Jahrhundert, später überformt (Wohnhaus) | Gewerbebetrieb und Fabrikantenwohnhaus, mit Vorgarten und Einfriedung; ausgewogen gegliederter Färberei-Betrieb aus rotem Ziegelstein mit markantem achteckigem Turm und Fabrikschornstein, villenartiges Wohnhaus im Kern aus der Mitte des 19. Jahrhunderts, heute in der sehr typischen Überformung aus den 1920er/1930er Jahren mit phantasievoller Putzornamentik und figürlichen Motiven, baugeschichtlich, ortsgeschichtlich und technikgeschichtlich von Bedeutung | 09244776 |
| Direkt Bild zu diesem Denkmal hochladen | Zentraler Omnibusbahnhof (Sachgesamtheit) | Zentrum (Karte)                   | 1967/1968 (Busbahnhof); 1968 (Klapperbrunnen) | Sachgesamtheit Zentraler Omnisbusbahnhof, mit den Einzeldenkmalen: Omnibusbahnhof mit Hängedach über Warte- und Schalterbereich sowie benachbarter Brunnen (siehe auch Einzeldenkmaldokument -Obj. 09244876, gleiche Anschrift), sowie Freiraumgestaltung (Sachgesamtheitsteil); baugeschichtlich, stadtgeschichtlich, künstlerisch und verkehrsgeschichtlicher von Bedeutung | 09305397 |
| Direkt Bild zu diesem Denkmal hochladen | Zentraler Omnibusbahnhof (Sachgesamtheit) | Zentrum (Karte)                   | 1967/1968 (Busbahnhof); 1968 (Klapperbrunnen) | Einzeldenkmale der o. g. Sachgesamtheit: Omnibusbahnhof mit Hängedach über Warte- und Schalterbereich sowie benachbarter Brunnen (sogenannter Klapperbrunnen) -(siehe auch Sachgesamtheitsdokument -Obj. 09305397, gleiche Anschrift); Anlage von bemerkenswerter Qualität, beeindruckende Leichtigkeit des weitgespannten Hängedaches, Omnibusbahnhof von baugeschichtlich, stadtgeschichtlich und verkehrsgeschichtlicher Bedeutung, Brunnen von künstlerischer Bedeutung | 09244876 |
| Direkt Bild zu diesem Denkmal hochladen | Trikotagenfabrik William Janssen (ehem.) | Zentrum (Karte)                   | 1894, zweiter und einzig erhaltener Bauabschnitt (Fabrikgebäude) | Fabrikgebäude; mächtiger Ziegelbau mit erhöhtem Kopfbau und halbrundem Treppenturm mit bemerkenswerten Details, weitgehend original, baugeschichtlich, stadt- und industriegeschichtlich sowie städtebaulich von Bedeutung | 09244842 |
| Direkt Bild zu diesem Denkmal hochladen | Eisenbahnbrücke über die Augustusburger Straße | Zentrum (Karte)                   | Anfang 20. Jahrhundert (Eisenbahnbrücke) | elegante Eisenbrücke in sachlichen Formen, technikgeschichtlich von Bedeutung | 09244882 |

## Einzelnachweis
1. ↑  Bauaktenarchiv Chemnitz, Reichsstraße 1A, 09112, Chemnitz